# Doom Patrol (Fernsehserie)
Doom Patrol ist eine US-amerikanische Fernsehserie, die auf der Superheldengruppe Doom Patrol von DC Comics basiert, und ein Ableger der Serie Titans. Die Erstveröffentlichung fand ab 15. Februar 2019 über den Video-on-Demand-Service DC Universe statt. Im deutschsprachigen Raum ist die Serie seit 7. Oktober 2019 über Prime Video verfügbar. Die zweite Staffel erschien ab dem 25. Juni 2020 und in Deutschland am 28. September 2020. Im September 2020 wurde eine dritte Staffel bestellt, die am 23. September 2021 auf HBO Max Premiere feierte. Staffel 4 wurde im Oktober 2021 bestellt und der erste Teil vom 8. Dezember 2022 bis zum 5. Januar 2023 veröffentlicht. Der zweite Teil der vierten Staffel und somit die letzten Episoden der Staffel erschienen im Oktober und November 2023.

## Handlung
Niles Caulder, genannt „Chief“, versammelt in seinem Anwesen Doom Manor Menschen, die seit Unfällen am Rande des Todes besondere Kräfte besitzen und nicht mehr altern. Von der Gesellschaft isoliert, leben hier die frühere Filmdiva Rita Farr, deren Gesicht und Körper seit einem Unfall im Dschungel bei emotionalem Aufruhr entstellt sind, was so weit gehen kann, dass sie zu einem menschlichen Blob mutiert, und der forsche Testpilot Larry Trainor, dessen Haut bei einem spektakulären Absturz verbrannte und der seither von Kopf bis Fuß in Bandagen gewickelt ist. Als gefeierter Held in den frühen 1960er Jahren konnte er seine Homosexualität kaum sich selbst gegenüber eingestehen, geschweige denn seiner Familie, der Gesellschaft oder seinem Freund – ein Grund dafür, dass er der Erde immer weiter entfliehen wollte und ein tollkühnes Image pflegte. Zu der Gemeinschaft zählen auch Jane mit ihrer zigfach gespaltenen Persönlichkeit (daher auch ihr Spitzname „Crazy Jane“) und seit neuestem Cliff Steele, ein draufgängerischer Rennfahrer, dessen Gehirn der Chief nach einem schweren Unfall als einziges retten und in einen selbstgebauten schwerfälligen Metallkörper einbauen konnte.
Als der Superschurke Mr. Nobody seinen alten Widerpart Caulder verschwinden lässt, stößt Victor Stone, ein Cyborg, zu Caulders Schützlingen, und mit ihm begeben sie sich auf die Mission, den Chief wiederzufinden. Schließlich lässt Mr. Nobody sie in den Weißen Raum, wo er Caulder gefangen hält, und zwingt diesen offenzulegen, dass er für ihre Unfälle verantwortlich war auf der Suche nach einem Mittel, sein Leben zu verlängern, um seine Tochter möglichst lange beschützen zu können. Sie besiegen Mr. Nobody in der Danny Street und retten Caulders Tochter. 
In der zweiten Staffel geht es Niles darum, mit dem Team seine Tochter Dorothy Spinner vor der Welt zu beschützen als auch die Welt vor ihr, da sie den zerstörerischen Candlemaker erscheinen lassen kann, wofür Niles auch sein eigenes lebensverlängerndes Mittel aufgeben muss, sodass er am Ende stirbt. 
Während die Gruppe in der dritten Staffel zunächst Niles’ Tod verarbeitet, erscheint bei ihnen eine mysteriöse zeitreisende Frau ohne Erinnerungen. Es stellt sich heraus, dass sie Laura DeMille ist und aus der Vergangenheit eine Verbindung mit Rita und der Schwesternschaft von Dada hat, die auf Rache gegen Laura sinnen. Nach der Ausführung ihres Plans besinnt Rita sich und tötet Laura nicht, die ins Team aufgenommen wird. 
In der vierten Staffel haben sie mit einer Zukunftsvision einer Apokalypse durch Zombie-Wer-Hintern zu tun als auch mit dem Immortus-Kult, dessen Anhänger, um ihn zu beschwören, den Mitgliedern der Doom Patrol ihre Langlebigkeit entziehen, sodass sie zu sterben drohen. Nachdem beide Gefahren abgewendet sind, finden alle individuell ihr Ende.

## Entstehung und Veröffentlichung
In der Serie Titans wurde am 2. November 2018 in der Folge Doom Patrol das gleichnamige Superheldenteam erstmals vorgestellt. Executive Producer Geoff Johns kündigte die Folge am 10. Februar 2018 an, und am 14. Mai 2018 wurde bekannt gegeben, dass zu Doom Patrol eine eigene Serie mit einer ersten Staffel mit zunächst 13 Episoden als Ablegerserie zu Titans vom Streaminganbieter DC Universe bestellt wurde. Neben Geoff Johns sind auch Greg Berlanti und Sarah Schechter Executive Producer der Serie. Die Serie wird von Warner Bros. Television in Zusammenarbeit mit Berlanti Productions produziert. Obwohl die Serie als Spin-off von Titans bestellt wurde und z. T. dieselben Schauspieler die Charaktere verkörpern wie bereits in der Titans-Episode, erzählen beide Serien ihre Geschichten voneinander unabhängig, denn während Titans im Arrowverse auf Erde 9 spielt, ist Doom Patrol auf Erde 21 beheimatet.
Die Dreharbeiten der ersten Staffel fanden in Georgia statt. Sie starteten am 30. August 2018 in Conyers. Es folgten im September Aufnahmen in Lawrenceville und in einer Villa in Druid Hills. Die Pilotfolge wurde am 15. Februar 2019 in den USA veröffentlicht. Die restlichen Folgen der Staffel folgten bis 24. Mai 2019. Auf der San Diego Comic-Con 2019 wurde eine zweite Staffel angekündigt, die sowohl auf DC Universe als auch auf dem Streaming-Angebot HBO Max in den USA zu sehen sein soll. In Deutschland wurde die gesamte Staffel am 7. Oktober 2019 auf Amazon Prime veröffentlicht.
Am 13. Mai 2020 wurde bekanntgegeben, dass die zweite Staffel ab dem 25. Juni erscheinen soll. Ein Trailer für diese wurde am 10. Juni 2020 veröffentlicht. Die zweite Staffel enthält neun Episoden; laut Schauspielerin Abigail Shapiro konnte eine geplante zehnte aufgrund der COVID-19-Pandemie nicht fertiggestellt werden. In Deutschland erschien die zweite Staffel am 28. September.
Im September 2020 bestellte HBO Max eine dritte Staffel. Deren Produktion begann im Januar 2021. Ihre Ausstrahlung begann am 23. September 2021.
Im Oktober 2021 verlängerte HBO Max die Serie um eine vierte Staffel. Diese wird aus insgesamt zwölf Episoden in zwei Hälften bestehen, von denen die erste ab dem 8. Dezember 2022 ausgestrahlt wird. Ende Januar 2023 wurde bekanntgegeben, dass die Serie nach der vierten Staffel endet. Der zweite Teil der vierten Staffel und damit die letzten Folgen der Serie werden ab dem 12. Oktober 2023 gezeigt.

## Figuren

### Hauptfiguren
Eric Morden / Mr. Nobody (Staffel 1)
Mr. Nobody (gespielt von Alan Tudyk) ist der Hauptbösewicht der ersten Staffel. Morden war Mitglied der Bruderschaft des Bösen, aber ging nach seiner Entlassung nach Paraguay, um an einem Experiment eines früheren Nazis teilzunehmen, das ihn in einen lebenden Schatten verwandelte und ihm Superkräfte verlieh. Nahezu allmächtig und allwissend kann er so die Realität verändern, Illusionen und andere Welten erzeugen und benutzt diese Kräfte, um Menschen psychisch zu foltern und in den Wahnsinn zu treiben. Mit seinen Kräften durchbricht er die Vierte Wand und wird so zum Erzähler der Serie mit ironischen, bissigen Kommentaren. Am Ende der ersten Staffel wird er auf einer weißen Leinwand eingefangen.
Niles Caulder / The Chief (Staffel 1–3)
Niles Caulder (gespielt von Timothy Dalton) ist ein querschnittgelähmter Wissenschaftler, der in seinem Anwesen, der Doom Manor, Menschen aufnimmt, die am Rande des Todes standen und von der Welt isolierte Außenseiter sind. Nachdem Mr. Nobody Caulder verschwinden lässt, begeben die anderen sich auf die Mission, ihn zu finden. Als ihnen dies gelingt, kommt heraus, dass er vorsätzlich ihre Unfälle verursacht hat, um einen Weg zum ewigen Leben zu finden, um seine Tochter Dorothy Spinner beschützen und länger als sie leben zu können. Um sein eigenes Leben zu verlängern, trägt er einen Teil von Immortus als Talisman, den er Anfang der zweiten Staffel abgeben muss, wodurch er am Anfang der dritten Staffel verstorben ist.
Rita Farr / Elasti-Woman / Bendy
Rita Farr (gespielt von April Bowlby), geboren als Gertrude Cramp, war eine Hollywood-Schauspielerin der 1950er Jahre. Bei Dreharbeiten kam sie in Kontakt mit einem toxischen Gas, das ihre Zellstruktur in einen gelatineartigen Zustand wandelte, wodurch sie ihren Körper verformen und dehnen kann. Allerdings kann sie diese Kraft zu Anfang der Serie noch nicht kontrollieren und in Momenten der emotionalen Labilität oder Nervosität zerfließt ihr Körper gegen ihren Willen. In der zweiten Staffel versucht sie, sich eine Superhelden-Identität als The Beekeeper zu geben; in der dritten reist sie in die Vergangenheit, wo sie als Bendy Teil der Schwesternschaft von Dada wird und sich in eines ihrer Mitglieder verliebt, der aber von Rouge getötet wird.
Larry Trainor / Negative Man
Larry Trainor wird in Rückblenden von Matt Bomer gespielt, der ihm auch die Stimme leiht. In den Szenen, in denen er von Kopf bis Fuß maskiert ist, wird er von Matthew Zuk verkörpert. Larry war in den 60ern ein United-States-Air-Force-Pilot mit einer Frau und Söhnen, ist aber heimlich homosexuell und hatte eine Affäre mit einem Kollegen namens John Bowers. Bei einem Testflug geriet er in eine Energiewolke und stürzte ab. Dadurch ist er schwer verbrannt und teilt seinen Körper mit einem blau leuchtenden Energiewesen. Wenn dieses – oft gegen seinen Willen – aus dem Körper tritt, verliert Larry sein Bewusstsein. Nach seinem Unfall landete Larry zunächst in der „Ant Farm“, einer Anlage des Büro für Normalität, woraus Niles ihn befreite und zur Doom Manor brachte. Seitdem trägt er von Niles entwickelte Bandagen, die die Radioaktivität, die sein Körper ausstrahlt und sonst Menschen in seiner Umgebung töten würde, eindämmen. In der zweiten Staffel trifft er seine lebenden Nachkommen; in der dritten verlässt ihn das Energiewesen, doch Larry bringt eine Weltraumlarve hervor, aus der ein neues Energiewesen namens Keeg entsteht. In der vierten verliebt er sich schließlich in Rama.
Kay Challis / („Crazy“) Jane
Kay Challis (als Kind gespielt von Skye Roberts) leidet, seitdem sie in ihrer Kindheit sexuellen Missbrauch durch ihren Vater („Daddy“) erlitten hat, an dissoziativer Identitätsstörung und besitzt 64 Persönlichkeiten, die sich in ihrem Unterbewusstsein in einem Untergrund-Tunnelsystem befinden und dazu da sind, das Mädchen zu beschützen. Kay Challis hat sich nach dem Missbrauch völlig in den Untergrund zurückgezogen, worauf die Persönlichkeit Miranda an die Oberfläche kam. Sie erschien, als Kay Challis mit sieben Jahren einem Exorzismus unterzogen wurde. In den 70ern war sie mit einem Musiker zusammen; als dieser in ihrer Wohnung eine Orgie veranstalte, löste dies Erinnerungen an den Missbrauch durch ihren Vater aus, worauf Miranda sich in den Brunnen im Untergrund warf und Jane als neue Primärperson an die Oberfläche trat. Sie landete in einer psychiatrischen Anstalt, wo durch einen Unfall mit einer Genbombe die meisten Persönlichkeiten jeweils eine eigene, individuelle Superkraft erhielten. Diane Guerrero spielt Jane und alle anderen Persönlichkeiten, wenn sie an die Oberfläche treten; im Untergrund werden einige von anderen Darstellerinnen verkörpert. Zu den wichtigsten, wiederkehrenden Persönlichkeiten gehören:
- Baby Doll (im Untergrund gespielt von Sarah Borne): eine sehr kindliche Persönlichkeit mit Zöpfchen, die alles entzückend findet, aber auch schnell Angst bekommt. Sie ist voller Energie und will immer nur spielen. Ihre Aufgabe ist, Spaß zu haben und Freunde zu finden. Sie ist eine der sehr wenigen Persönlichkeiten, die Männern vertraut, während andere nach den traumatischen Ereignissen offen männerhassend sind.
- Dr. Harrison (im Untergrund gespielt von Catherine Carlen): eine brillante Psychologin mit weißen Strähnen und blauen Augen. Ihre Superkraft ist, mit Telepathie andere Menschen manipulieren zu können.
- Driller Bill (im Untergrund gespielt von Shay Mack): eine Afroamerikanerin, die Bohrarbeiten ausführt. (to drill = bohren).
- Driver 8 (im Untergrund gespielt von Diane Guerrero): im Untergrund Führerin eines Bahnwaggons, mit dem Persönlichkeiten nach oben gefahren werden, um an die Oberfläche zu gelangen.
- Flaming Katy: eine riesige menschliche Fackel.
- Flit: Ihre Superkraft ist Teleportation.
- Hammerhead (im Untergrund gespielt von Stephanie Czajkowski): eine aggressive Persönlichkeit mit Glatze. Ihre Kraft ist Superstärke.
- Karen (im Untergrund gespielt von Diane Guerrero): eine labile, von Liebe besessene Persönlichkeit, die auf Romantische Komödien der 1990er steht und ihren Freund heiraten möchte. Ihre Superkraft ist, andere mit einem Liebesbann zu zwingen, sie zu lieben.
- Lucy Fugue (im Untergrund gespielt von Tara Lee): mit elektrischen Superkräften.
- Miranda (in Erinnerungen gespielt von Leela Owen; im Untergrund Stephanie Marie Ware): die dominante Persönlichkeit nach Kay Challis und vor Jane. In der zweiten Staffel taucht aus dem Brunnen eine neue Persönlichkeit auf, scheinbar die neugeborene Miranda – in Wahrheit ist es eine Manifestation aller dunklen Emotionen Kays.
- Penny Farthing (im Untergrund gespielt von Anna Lore): stottert an der Oberfläche, aber nicht im Untergrund. Ihr Name ist das englische Wort für Hochrad.
- Pretty Polly (im Untergrund gespielt von Hannah Alline): trägt ein viktorianisches schwarzes Kleid und hat jeweils ein X über ihre Augen eingeritzt. Sie ist benannt nach einer englischen Volksballade über den gewaltsamen Tod einer Frau.
- die Sekretärin (im Untergrund gespielt von Jackie Goldston): eine eher gefühlskalte, steife und ruhige Frau, gekleidet in einem Nadestreifenanzug mit strenger Frisur und Brille.
- Silver Tongue (im Untergrund gespielt von Chelsea Alana Rivera): Ihre besondere Kraft ist, dass das, was sie sagt, im Raum materialisiert vor ihr erscheint und sie die silbernen, spitzen Buchstaben verformen und als Waffen benutzen kann.

Nachdem Jane ihr Trauma anerkennt, vereinen die Persönlichkeiten und werden eins als „Kaleidoskop“, kurz Kay genannt.
Cliff Steele / Robotman
Cliff Steele wird in Rückblenden von Brendan Fraser gespielt, der ihm auch die Stimme leiht, und in der Maske von Riley Shanahan. Er war ein erfolgreicher NASCAR-Fahrer mit einer Frau, die ihn mit seinem Kollegen Bump Weathers betrogen hatte, und einer Tochter namens Clara. Nach einem Autounfall, bei dem seine Frau und Tochter mit im Auto saßen, werden alle drei für tot gehalten. Niles Caulder konnte Cliffs Gehirn retten und in einen mechanischen Körper einpflanzen und nimmt ihn zu Anfang der Serie als neuestes Mitglied in der Doom Manor auf. Später findet Cliff heraus, dass Clara überlebt hat und von Bump Weathers aufgezogen wurde, worauf er sie kontaktiert und langsam eine neue Bindung zu ihr aufbaut, die im Verlauf heiratet und einen Sohn bekommt. In der vierten Staffel erhält seine linke Hand die Fähigkeit zu fühlen; das erste Gefühl will er sich dafür aufsparen, seinen Enkel zu halten.
Victor „Vic“ Stone / Cyborg
Victor Stone ist eigentlich ein Mitglied der Teen Titans und eine Figur der zugehörigen Animationsserie; in der Realfilmserie Doom Patrol wird er von Joivan Wade gespielt. Nach einem Unfall im Chemielabor seiner Eltern, zwei Wissenschaftler bei S.T.A.R. Labs, bei dem Victor schwer verletzt wurde und seine Mutter angeblich starb, hat sein Vater Silas zerstörte Körperteile von Victor durch Maschinenteile ersetzt oder ergänzt, die mit einem intelligenten Computerprogramm namens GRID ausgestattet sind. So beinhaltet ein Auge eine Kamera und ein mechanischer Arm eine Schallkanone. Er lebt eigentlich in Detroit, wo er sich als Superheld gegen Kleinkriminelle betätigte, aber als er erfährt, dass Niles Caulder, ein Freund seines Vaters, verschwunden ist, begibt er sich zur Doom Manor, um ihn mit den anderen zu suchen. Später erfährt er von seinem Vater, dass auch seine Mutter den Unfall überlebt hatte, aber sein Vater nur einen von beiden retten konnte. Aufgrund des Unfalls und des Tods seiner Mutter, für den er sich verantwortlich macht, hat er posttraumatische Flashbacks, deretwegen er in der zweiten Staffel eine Traumagruppe aufsucht, wo er sich in die Veteranin Roni Evers verliebt. In der dritten Staffel lässt er in einer Operation die angebrachte metallene Technologie durch synthetische Haut ersetzen. In der vierten wird er aber zum Ende hin wieder, nach seinen Vorstellungen und mit neuen Waffen, Cyborg.
Dorothy Spinner (Staffel 2–3)
Dorothy Spinner (gespielt von Abi Monterey) ist die Tochter von Niles Caulder und der Urzeitfrau Slava, der er 1913 in der Wildnis von Yukon begegnete. Sie hat die Gestalt eines elfjährigen Mädchens, obwohl sie in der Gegenwart über hundert Jahre alt ist, und ein Affengesicht. Sie besitzt die Fähigkeit, ihre imaginären Freunde, deren Stimmen sie in ihrem Kopf hört, real erscheinen zu lassen, worunter aber auch sehr gefährliche Wesen sind. Niles fand sie 1927 bei einem Wanderzirkus und brachte sie von da zu Danny, der Straße. Am Ende der ersten Staffel rettet die Gruppe sie von dort, worauf sie in der Doom Manor lebt. Zu ihren imaginären Freunden gehören:
- Darling-Come-Home (gespielt von Vanessa Cater, gesprochen von Kat Cressida): eine Hausfrau mit Schürze, deren Kopf hohl ist und von zwei Glühbirnen als Augen beleuchtet wird.
- Hershel (gesprochen von Brian T. Stevenson): eine riesige sprechende Spinne.
- Manny: ein monströses Tier mit Fell und einem Geweih, das dem entspricht, welches Niles verfolgt hatte, als er auf Dorothys Mutter traf.

Der Kerzenmacher (gesprochen von Lex Lang) ist nicht von ihr erdacht, aber dennoch in ihrem Kopf als eine bei ihrem ersten Auftreten Dorothy unbekannte tiefe Stimme, die sie dazu drängt, sich etwas zu wünschen, um erscheinen zu können. Außerhalb ihres Kopfes ist er ein skeletthaftes Monster mit einem brennenden Kerzenleuchter als Kopf. Seine tödliche Zerstörungskraft ist der Grund, warum Niles die Welt vor Dorothy beschützen muss. Nachdem der Kerzenmacher überwunden und Niles verstorben ist, verlässt Dorothy die Gruppe und die Manor für die Dead Boy Detectives.
Laura DeMille / Madame Rouge (Staffel 3–4)
Laura DeMille (gespielt von Michelle Gomez) erscheint zu Beginn der dritten Staffel durch eine Zeitmaschine im Jahr 2021, durch deren Nutzung sie ihre Erinnerungen verloren hat und nicht weiß, wer sie ist, nur noch dass sie auf der Suche nach Niles Caulder ist. Bald findet sie ihren Namen heraus, dass sie eine Gestaltwandlerin ist und etwas mit der Schwesternschaft von Dada zu tun hat, und ihre Erinnerungen kehren zurück. Sie arbeitete ab dem Ersten Weltkrieg für das Büro für Normalität als Rekrutiererin von Metamenschen (Menschen mit besonderen Kräften) als Waffen, aber hatte die pazifistischen Mitglieder der Schwesternschaft von Dada, zu denen sie heimlich auch gehörte, durch die Einstufung als „Keine Waffe“ gerettet. Nach Jahrzehnten der Arbeit für das Büro verriet sie die Schwesternschaft jedoch, wodurch diese und Rita Rache schworen, wurde durch Niles vom Büro entlassen und schloss sich der Bruderschaft des Bösen an, die sie mit der Zeitmaschine in die Zukunft schickte, um Niles’ Ideen zu stehlen. Nachdem Rita entscheidet sie nicht zu töten, wird sie am Ende der dritten Staffel in die Doom Patrol aufgenommen.

### Weitere
Ezekiel und Admiral Whiskers (Staffel 1)
Ezekiel (gesprochen von Curtis Armstrong) ist eine Kakerlake, die an Gott und die biblische Apokalypse glaubt und sie herbeisehnt. Jedes Mal wenn Mr. Nobody die Welt fast an ihren Untergang führt, hält er einen fanatischen Monolog. Admiral Whiskers ist eine Ratte – seine Geräusche werden in menschliche Sprache übersetzt untertitelt –, deren Mutter vom Bus der Gruppe überfahren wurde, sodass Whiskers ihnen Rache geschworen hat. Deswegen klettert er in Cliff und löst in ihm einen Zusammenbruch aus. Am Ende schließen sie sich mit Mr. Nobody zusammen, um die Welt endgültig zu zerstören. In Danny Street werden beide durch Niles’ Tochter vergrößert und verwüsten die Stadt, bis Mr. Nobody sie durch seine Narration ineinander verliebt macht.
Steve Larson / Animal-Vegetable-Mineral-Man (Staffel 1)
Steve Larson (gespielt von Alec Mapa) ist ein Tourist in Paraguay mit dem Ziel, so wie Eric Morden in einem Experiment Superkräfte zu erhalten, aber nachdem er zu lange in der Maschine bleibt, mutiert er zu einem Mischwesen, dem unter anderem ein Dinosaurierkopf wächst. Danach ist er nicht mehr Teil der Handlung, sondern wird als Running Gag in Nachrichtensendungen erwähnt, wie er einen Gemischtwarenladen ausraubt, dann verhaftet wird und ein Anschlag auf ihn verübt wird.
Willoghby Kipling
Willoughby Kipling (gespielt von Mark Sheppard) ist ein Trenchcoat tragender Detektiv des Okkulten, Tempelritter und Chaosmagier, angelehnt an John Constantine. Er ist ein Freund von Niles Caulder. Zu seiner Magie gehört, dass er mit Zigarettenstummeln Portale an andere Orte erschaffen, das Pferdeorakel Baphomet (gesprochen von Chantelle Barry), in das er heimlich verliebt ist, und ein Flammenschwert beschwören kann. In der ersten Staffel hilft er der Gruppe, die Sekte des ungeschriebenen Buches zu bekämpfen; in der zweiten Staffel, wieder groß zu werden.
Büro für Kuriositäten / Büro für Normalität
Das Büro für Kuriositäten, für das Niles Caulder als Erforscher arbeitete, katalogisierte und erkundete ursprünglich alles Ungewöhnliche, doch im Ersten Weltkrieg umbenannt als Büro für Normalität änderte es sein Anliegen dahin, alles Abnormale zu beseitigen, und Metamenschen zu verachten, die es zugleich als Waffen im Krieg nutzte und in einer Ant-Farm genannten Anlage zur Forschung einsperrte. Hier wurden etwa Larry, Flex Mentallo und die Schwesternschaft von Dada festgehalten.
Danny die Straße / Danny Brick Co. / Danny the Ambulance
Danny ist eine Straße mit Bewusstsein und Persönlichkeit, die sich als genderqueer (nichtbinär) identifiziert und im Original in Bezug auf sich das singulare Pronomen they verwendet. In der deutschen Synchronisation werden Pronomen für Danny einfach vermieden. Danny kommuniziert ohne Laute durch Text etwa auf Schildern, Plakaten oder Leuchtreklamen. Danny kann sich selbst an andere Orte teleportieren und ist deswegen nur sehr schwer bewusst zu finden. Daher bietet Danny eine sichere Zuflucht für Außenseiter und marginalisierte Minderheiten und Randgruppen, insbesondere der LGBT-Community. Die Bewohner werden Dannyzens (ein Wortspiel mit dem englischen denizens für Bewohner) genannt; darunter befindet sich die Dragqueen Maura Lee Karupt, die im Drag-Club Peeping Tom’s Perpetual Cabaret eine Drag-Show mit Karaoke aufführt. Danny wird vom Büro für Normalität gejagt, zu dem Maura Lee ursprünglich gehörte. Für Niles Caulder hat Danny dessen Tochter Dorothy Spinner aufgenommen und jahrzehntelang in der Puppenklinik versteckt, bis Mr. Nobody dies herausfand und Danny entführte, um Dorothy zu bedrohen. Am Ende der ersten Staffel wird Danny zerstört, aber ein Ziegelstein mit der Aufschrift „Danny Brick Co.“ bleibt zurück. Nachdem der Ziegelstein entzweigebrochen ist, beschließt Danny, nicht mehr zu Straße werden zu wollen, um kein Gefängnis für Dorothy zu sein, und wird zu einem Reifen. In der dritten Staffel kehrt Danny als Krankenwagen zurück.
Flex Mentallo (Staffel 1–2)
Flex (gespielt von Devan Long) ist ein Superheld mit der Fähigkeit, die Realität zu verändern, indem er seine Muskeln anspannt. In Ritas Kindheit war er als „Held des Strandes“ bekannt und erschien als Werbefigur in Comicheften. Er wurde 1964 vom Büro für Normalität gefangen genommen und wird in der Gegenwart von der neuen Doom Patrol befreit. Seine Frau Dolores wurde vom Büro so bearbeitet, dass sie im Moment ihrer Wiedervereinigung zerfällt und stirbt. Danach wird er zu einem Dannyzen und bringt die anderen vor Mr. Nobody in Sicherheit.
Ernest Franklin / Bartjäger (Staffel 1–2)
Ernest Franklin (gespielt von Tommy Snider) hat die Besonderheit, dass, wenn er Barthaare eines Mannes verzehrt, eine Verbindung zu dessen Gehirn aufgebaut wird, wodurch er etwa dessen Handlungen manipulieren kann oder auch den Aufenthaltsort der Person ausfindig machen kann. Er wird vom Büro für Normalität rekrutiert, um Caulder zu finden. Am Ende der ersten Staffel ist er mit Mr. Nobody auf der weißen Leinwand gefangen.
Bruderschaft des Bösen (Staffel 3)
Die Bruderschaft des Bösen war eine Organisation aus Superschurken, die sich dem Bösen verschrieben hatte und deren Erzfeind Niles Caulder war. Ihr Anführer war das Brain, ein Gehirn in einem Wassertank; dessen Assistent Monsieur Mallah, ein intelligenter Gorilla. Auch Eric Morden gehörte ihr an, der sich in Mr. Nobody verwandeln ließ, nachdem er aus der Bruderschaft hinausgeworfen war. Als Laura DeMille sich ihr anschloss, wurde sie in die Zukunft geschickt. Sie wurde von Niles und der ersten Doom Patrol zerschlagen, die wiederum von Mr. Nobody besiegt wurde. Das Gehirn und Monsieur Mallah lebten seitdem im Ruhestand in einer Seniorenanlage. In der dritten Staffel lässt das Gehirn sich in Cliff Steeles Roboterkörper verpflanzen, aber Rita übergießt es mit kochendem Wasser.
Schwesternschaft von Dada (Staffel 3)
Die Schwesternschaft von Dada (in den Comics eine Bruderschaft) ist eine Künstlergruppe aus pazifistischen Metamenschen, die im Keller des Büros für Normalität lebten und für dieses zum Beispiel in der Post arbeitete, da Laura DeMille sie als untauglich für den Krieg einstufte. Nachdem Rita durch eine Zeitreise im Jahr 1917 landete, schloss sie sich ihnen als Bendy an. Die Schwesternschaft verschrieb sich der Kunst des Dadaismus als Ausdrucksform, produzierte Lautgedichte und Avantgarde-Filme und träumte davon, durch die Kunst die Welt zu verändern. Nach einem Verrat durch Laura wurden sie vom Büro zum Einsatz im Krieg gezwungen.
- Malcolm / Agent ! (gespielt von Micah Joe Parker) konnte das Licht im Raum so beugen, dass er sich damit unsichtbar machte, und trug in seiner Brust einen Käfig mit einem Kanarienvogel, den er gegen sein Herz eingetauscht hatte. Er führte eine Liebesbeziehung mit Rita, aber wurde bei Lauras Verrat getötet.
- Shelley Byron / The Fog (gespielt von Wynn Everett) kann die Umgebung in Nebel hüllen und darin die Realität verändern.
- Lloyd / Frenzy (gespielt von Miles Mussenden) ist ein Skulpteur, der an einem Gurt ein Fahrradgestell auf seinem Rücken trägt, und Stürme heraufbeschwören kann.
- Holly / Sleepwalk (gespielt von Anita Kalathara) ist narkoleptisch und hält sich mit Musik über Kopfhörer wach.
- Sachiko / The Quiz (gespielt von Gina Hiraizumi) kann Materie verändern sowie durch Telepathie dafür sorgen, dass andere ihr Japanisch verstehen und zu ihr auf Japanisch sprechen. Sie ist mysophob und trägt daher meistens einen Mundschutz oder lebt gar in einem Glaskasten.

Wally Sage / The Artist (Staffel 3–4)
Wally Sage (gespielt von David Annone) ist ein Metamensch mit der Fähigkeit, Zeichnungen real werden zu lassen. Er war der Erste, der von Laura DeMille als „Waffe“ eingestuft wurde, und musste daraufhin für das Büro durch Zeichnungen Waffen herstellen. Er wurde von Niles für das Immortus-Projekt rekrutiert, eine Kreatur zu erschaffen, die ein Teil eines antiken Wesens finden könne, um Niles Langlebigkeit zu geben. Als Führer des Immortus-Kults stiehlt er die Langlebigkeit der Doom Patrol, um Immortus zu beschwören.
Rama / Mr. 104 (Staffel 4)
Rama (gespielt von Sendhil Ramamurthy) ist ein ehemaliger Chemiker, der durch seine Experimente die Fähigkeit erhielt, Moleküle zu re- und umkonstruieren, wodurch er die chemischen Elemente kontrollieren und seinen Körper in Elemente verwandeln kann. Durch radioaktive Elemente droht er aber auch, bei Destabilisierung die Welt zu zerstören. Daher schloss er sich zunächst dem Immortus-Kult an in der Hoffnung, dass dieser ihn ändern kann. Nachdem Rama die Doom Patrol und Larrys Energiewesen Keeg ihn stabilisieren kann, wechselt er aber die Seiten und nähert sich Larry romantisch an, dessen radioaktiven Körper er auch ohne Bandagen berühren kann, indem er seine Haut in Blei verwandelt.
Casey Brinke / Space Case (Staffel 4)
Space Case (gespielt von Madeline Zima) ist eine Comicreihe um eine gleichnamige Superheldin, deren Erzschurke Terminox ihr Vater ist. Als Danny the Street angegriffen wird, bringt Dorothy Spinner durch ihre Vorstellungskraft ihre Lieblings-Superheldin Space Case in die reale Welt, die dort zum ersten Mal tatsächlich Konzepte wie den Tod und komplexe Gefühle erfährt.

## Besetzung und Synchronisation
Die deutschsprachige Synchronisation entsteht unter der Dialogregie von Tobias Müller und Patrick Baehr nach Dialogbüchern von Marcel Kurzidim durch die Arena Synchron in Berlin.

### Hauptdarsteller
| Rolle                      | Darsteller                           | Hauptrolle (Episoden) | Nebenrolle (Episoden)                  | Synchronsprecher                                 |
| -------------------------- | ------------------------------------ | --------------------- | -------------------------------------- | ------------------------------------------------ |
| Crazy Jane                 | Diane Guerrero                       | 1.01–4.12             |                                        | Mia Diekow (1.01–2.09) Lea Kalbhenn (ab 3.01)    |
| Rita Farr/Elasti-Woman     | April Bowlby                         | 1.01–4.12             |                                        | Shandra Schadt                                   |
| Victor Stone/Cyborg        | Joivan Wade                          | 1.01–4.12             |                                        | Amadeus Strobl                                   |
| Larry Trainor/Negative Man | Matt Bomer, A1 Matthew Zuk A2        | 1.01–4.12             |                                        | Simon Jäger                                      |
| Cliff Steele/Robotman      | Brendan Fraser, A1 Riley Shanahan A2 | 1.01–4.12             |                                        | Torsten Münchow                                  |
| Niles Caulder/Chief        | Timothy Dalton                       | 1.01–3.01, 3.04, 4.11 |                                        | Lutz Riedel                                      |
| Eric Morden/Mr. Nobody     | Alan Tudyk                           | 1.01–1.15             |                                        | Sascha Rotermund                                 |
| Dorothy Spinner            | Abi Monterey                         | 2.01–3.01, 3.03       | 4.04, 4.07–4.09                        | Léa Mariage                                      |
| Laura DeMille/Madame Rouge | Michelle Gomez                       | 3.01–4.12             |                                        | Katharina Koschny                                |
| Kay Challis                | Skye Roberts                         | 3.01–4.02, 4.05, 4.11 | 1.04–1.05, 1.09, 1.15, 2.06, 2.08–2.09 | Peri-Shali Richter (1.04–2.09) Lena Berg (3.01–) |

Bowlby, Fraser und Bomer spielten ihre Rollen bereits in der Episode Doom Patrol der Serie Titans, während die Rolle Niles dort von Bruno Bichir übernommen wurde.
Matthew Zuk ist in 4.03, Riley Shanahan in 4.12 physisch zu sehen.

### Nebendarsteller
| Rolle                          | Beschreibung                          | Darsteller             | Nebenrolle (Episoden)                                                                   | Synchronsprecher       |
| ------------------------------ | ------------------------------------- | ---------------------- | --------------------------------------------------------------------------------------- | ---------------------- |
| Clara Steele                   | Cliffs Tochter                        | Sydney Kowalske (jung) | 1.01–1.02, 1,04, 1.06                                                                   | Helena Köhler (jung)   |
| Clara Steele                   | Cliffs Tochter                        | Bethany Anne Lind      | 1.06–1.07, 1.11, 2.03, 2.07–2.08, 3.01–3.02, 3.07–3.10, 4.07, 4.12                      | Nicole Hannak          |
| Sheryl Trainor                 | Larrys Frau                           | Julie McNiven          | 1.01–1.03, 1.05, 1.15–2.01                                                              | Marieke Oeffinger      |
| John Bowers                    | Larrys Geliebter                      | Kyle Clements          | 1.01–1.03, 1.07, 1.11                                                                   | Robin Kahnmeyer        |
| Heinrich von Fuchs             | Nationalsozialist, Wissenschaftler    | Julian Richings        | 1.01, 1.03                                                                              | Hans-Jürgen Dittberner |
| Ezekiel                        | Kakerlake                             | Curtis Armstrong A4    | 1.01, 1.05, 1.15                                                                        | Klaus-Dieter Klebsch   |
| Bump Weathers                  | Affäre von Cliffs Frau                | Alan Heckner           | 1.01, 1.06–1.07, 3.08                                                                   | Frank Schaff           |
| Silas Stone                    | Victors Vater                         | Phil Morris            | 1.02–1.03, 1.06–1.07, 1.12–1.15, 2.05–2.06, 2.09–3.02, 3.04–3.05, 3.08–3.09, 4.01, 4.10 | Martin Keßler          |
| Steve Larson                   | Animal-Vegetable-Mineral-Man          | Alec Mapa              | 1.03, 1.06, 1.13                                                                        | Santiago Ziesmer       |
| Elinor Stone                   | Victors Mutter                        | Charmin Lee            | 1.03, 1.07, 1.15, 3.03                                                                  | Victoria Sturm         |
| Willoughby Kipling             | Tempelritter, Chaosmagier             | Mark Sheppard          | 1.04–1.05, 2.01, 2.07–3.01, 3.04, 4.01, 4.05, 4.06, 4.11                                | Lutz Schnell           |
| Daddy                          | Kay Challis’ Vater                    | David A. MacDonald     | 1.06–1.07, 1.09, 2.08–2.09                                                              | Christoph Banken       |
| Forsythe                       | Agent des Büro für Normalität         | Ethan McDowell         | 1.06, 1.08, 1.13, 1.15, 4.05                                                            | Tommy Morgenstern      |
| Darren Jones                   | Agent des Büro für Normalität         | Jon Briddell           | 1.08, 1.11–1.13, 3.04, 4.02                                                             | Sven Gerhardt          |
| Morris Wilson/Maura Lee Karupt | Agent des Büros/Dragqueen             | Alan Mingo Jr.         | 1.08, 2.04, 4.04                                                                        | Oliver Feld            |
| Hammerhead                     | Persönlichkeiten von Jane             | Stephanie Czajkowski   | 1.09, 1.15–2.01, 2.03, 2.05–2.06, 2.09–3.01, 3.05, 3.08, 3.10, 4.11                     | Almut Zydra            |
| die Sekretärin                 | Persönlichkeiten von Jane             | Jackie Goldston        | 1.09, 1.15–2.03, 2.05–3.01, 3.06, 3.10, 4.11                                            | Gundi Eberhard         |
| Pretty Polly                   | Persönlichkeiten von Jane             | Hannah Alline          | 1.09, 2.01, 2.03, 2.05–3.01, 3.05–3.08, 3.10, 4.05–4.06, 4.11                           | Anna Amalie Blomeyer   |
| Miranda (jung)                 | Persönlichkeiten von Jane             | Leela Owen             | 1.09, 2.02, 2.08                                                                        | Vivien Gilbert         |
| Driller Bill                   | Persönlichkeiten von Jane             | Shay Mack              | 1.09, 2.03, 2.05–2.07, 2.09–3.01, 3.10, 4.05, 4.11                                      | Annabelle Mandeng      |
| Ernest Franklin                | Bartjäger                             | Tommy Snider           | 1.10, 1.14–1.15, 2.07, 4.02, 4.10                                                       | Manuel Straube         |
| Slava                          | Urzeitfrau, Dorothys Mutter           | Pisay Pao              | 1.10, 2.08–2.09                                                                         | Annabelle Mandeng      |
| Flex Mentallo                  | Held des Strandes, Muskelmysterium    | Devan Long             | 1.12–1.14, 2.04                                                                         | Peter Sura             |
| Candlemaker                    | Wesen in Dorothys Gedanken            | Lex Lang A4            | 2.01, 2.03, 2.05–3.01, 4.04                                                             | Felix Würgler          |
| Baby Doll                      | Persönlichkeit von Jane               | Sarah Borne            | 2.01, 2.03, 2.05–2.06, 2.08                                                             | Peggy Pollow           |
| Hershel                        | Spinne, imaginärer Freund von Dorothy | Brian T. Stevenson A4  | 2.02–2.04, 2.09                                                                         | Frank Kirschgens       |
| Roni Evers                     | Victors Freundin                      | Karen Obilom           | 2.02–2.03, 2.05–2.08, 3.01, 3.07                                                        | Flavia Vinzens         |
| Paul Trainor                   | Larrys Sohn                           | John Getz              | 2.02, 2.05, 3.05–3.06                                                                   | Bodo Wolf              |
| Dr. Harrison                   | Persönlichkeit von Jane               | Catherine Carlen       | 2.03, 3.05–3.08, 3.10–4.01                                                              | Eva Kryll              |
| Mickey Harris                  | Theaterregisseurin                    | Irene Ziegler          | 2.05–2.07, 3.01, 4.10                                                                   | Nina Herting           |
| Miranda                        | Persönlichkeit von Jane               | Samantha Marie Ware    | 2.06, 2.08–3.01                                                                         | Giovanna Winterfeldt   |
| Isabel Feathers/Immortus       | Schauspielerin im Theaterstück        | Charity Cervantes      | 2.06, 3.01, 3.06, 4.01, 4.07–4.10, 4.12                                                 | Katharina Schwarzmaier |
| Brain                          | Bruderschaft des Bösen                | unbekannt A4           | 3.02, 3.06, 3.08–3.10                                                                   | Thomas Wenke           |
| Monsieur Mallah                | Bruderschaft des Bösen                | Jonathan Lipow A4      | 3.02, 3.06, 3.08–3.10                                                                   | François Smesny        |
| Mel                            | Claras Frau                           | Walnette Santiago      | 3.02, 3.07, 3.10, 4.12                                                                  | Ronja Peters           |
| Malcolm DuPont/Agent !         | Schwesternschaft von Dada             | Micah Joe Parker       | 3.03, 3.06–3.08, 4.12                                                                   | Tim Sander             |
| Shelley Byron/The Fog          | Schwesternschaft von Dada             | Wynn Everett           | 3.04–3.07, 3.09–3.10, 4.06                                                              | Natascha Geisler       |
| Lloyd/Frenzy                   | Schwesternschaft von Dada             | Miles Mussenden        | 3.05–3.07                                                                               | Asad Schwarz           |
| Holly/Sleepwalk                | Schwesternschaft von Dada             | Anita Kalathara        | 3.05–3.07                                                                               | Sarah Alles            |
| Sachiko/The Quiz               | Schwesternschaft von Dada             | Gina Hiraizumi         | 3.05–3.07                                                                               | Magdalena Helmig       |
| Wally Sage/The Artist          | Metamensch                            | Daniel Annone          | 3.07, 4.03–4.04, 4.06–4.07                                                              |                        |
| Dr. Margaret Wu                | Wissenschaftlerin der Ant Farm        | Keiko Agena            | 4.02, 4.10, 4.12                                                                        |                        |
| Derec                          | Vics Freund                           | Elijah R. Reed         | 4.03, 4.05–4.08, 4.11–4.12                                                              |                        |
| Rama/Mr. 104                   | Metamensch                            | Sendhil Ramamurthy     | 4.03, 4.05–4.06, 4.08–4.10, 4.12                                                        |                        |
| Dr. Janus                      | Emotionsvampir                        | Timeca Seretti         | 4.03–4.04                                                                               |                        |
| Casey Brink/Space Case         | Superheldin aus einem Comic           | Madeline Zima          | 4.04, 4.07–4.09, 4.12                                                                   |                        |
| Terminox                       | Caseys Vater und Erzfeind             | Tyler Mane             | 4.04, 4.07–4.08                                                                         |                        |

## Staffelübersicht
| Staffel | Episoden | Erstveröffentlichung        | Erstveröffentlichung |
| Staffel | Episoden | Vereinigte Staaten          | Deutschland          |
| ------- | -------- | --------------------------- | -------------------- |
| 1       | 15       | 15. Feb. – 24. Mai 2019     | 7. Okt. 2019         |
| 2       | 9        | 25. Juni – 6. Aug. 2020     | 28. Sep. 2020        |
| 3       | 10       | 23. Sep. – 11. Nov. 2021    | 1. Juli 2022         |
| 4       | 6        | 8. Dez. 2022 – 5. Jan. 2023 |                      |
| 4       | 6        | 12. Okt. – 9. Nov. 2023     |                      |

## Episodenliste

### Staffel 1
| Nr. (ges.) | Nr. (St.) | Deutscher Titel        | Originaltitel      | Erstausstrahlung USA | Deutschsprachige Erstveröffentlichung (D) | Regie                      | Drehbuch                                                |
| --- | --------- | ---------------------- | ------------------ | -------------------- | ----------------------------------------- | -------------------------- | ------------------------------------------------------- |
| 1 | 1         | Die Todgeweihten       | Pilot              | 15. Feb. 2019        | 7. Okt. 2019                              | Glen Winter                | Jeremy Carver                                           |
| 1948 in Paraguay lässt Mr. Morden sich durch ein Experiment des Nazis von Fuchs in einen Metamenschen verwandeln. 1988 hat der NASCAR-Fahrer Cliff Steele einen Autounfall, nachdem von Niles Caulder nur noch sein Gehirn gerettet werden kann, das dieser in eine Roboterhülle verpflanzt. Caulder, genannt „Chief“, kümmert sich in seinem Anwesen um Steele, wo auch Rita Farr und Larry Trainor leben. 2019 werden sie dort von Jane besucht. Als der Chief eine Reise antritt, überzeugt Jane die anderen, in die Stadt zu fahren. Dort gerät Rita in Verlegenheit, sodass ihr Körper zu einer Masse zerfließt und die so Chaos und Verwüstung verursacht. Nachdem Niles zurückgekehrt ist, will er mit den anderen die Stadt verlassen, um sie vor seinen Feinden zu schützen, doch Jane, Rita und Larry kehren für Cliff zurück, der dageblieben ist, als plötzlich Mr. Nobody (Morden) eingreift und mittels eines Esels ein Loch im Boden erzeugt. |           |                        |                    |                      |                                           |                            |                                                         |
| 2 | 2         | Der weiße Esel         | Donkey Patrol      | 22. Feb. 2019        | 7. Okt. 2019                              | Dermott Downs              | Neil Reynolds & Shoshana Sachi                          |
| In das Loch wird die ganze Stadt mitsamt Niles eingesaugt und Jane springt ihm hinterher. Rita zieht sich in Doom Manor zurück und Larry versucht die Stadt zu verlassen, aber das Energiewesen in ihm setzt ihn jedes Mal außer Gefecht, wenn der Bus da ist. Der Detroiter Superheld Vic Stone alias Cyborg beschließt, als er Bilder von Clovertons Zerstörung sieht, dort seinen Freund Caulder zu besuchen, erfährt dann aber von Cliff, dass der Chief verschwunden ist. Cliff hat gerade den Esel eingefangen, als dieser Jane ausspuckt. Sie bringen Jane nach Doom Manor, schaffen es dort aber nicht, durch ihre Persönlichkeiten durchzudringen, sodass Cliff sich mit dem Untergrund beschäftigt, um sie besser zu verstehen. Nachdem Vic erkennt, dass der Esel eine Art Tür ist, wird Rita in ihn hineingeschoben, aber der Esel zieht auch Vic und Larry in sich. Drinnen werden sie jeweils in von Mr. Nobody erschaffenen Illusionen ihrer Vergangenheit gequält, womit er sie von der Suche nach dem Chief abbringen will, aber Larrys inneres Energiewesen greift ein und der Esel spuckt sie sowie die ganze Stadt wieder aus. Victors Vater Silas erscheint und will ihn nach Hause holen, aber Vic entscheidet sich zu bleiben. |           |                        |                    |                      |                                           |                            |                                                         |
| 3 | 3         | Puppentheater          | Puppet Patrol      | 1. März 2019         | 7. Okt. 2019                              | Rachel Talalay             | Tamara Becher-Wilkinson & Tom Farrell                   |
| In Niles’ Unterlagen findet die Gruppe heraus, dass Morden und der Esel in Paraguay waren, und sie wollen dorthingelangen. Nach einer langen, anstrengenden Fahrt mit dem Bus, der stehengeblieben ist, beschließt Janes Persönlichkeit Flit, Larry und Cliff nach Paraguay zu teleportieren, sodass Rita und Vic in einem Motel zurückbleiben. Jane, Larry und Cliff treffen auf den Touristen Steve Larson, der in Paraguay Kräfte erhalten will, und werden nach „Fuchtopia“ gebracht. In einer Marionettenvorstellung über von Fuchs erfahren sie, dass Niles bei Mordens Verwandlung anwesend war. Jane findet den noch lebenden von Fuchs und tötet ihn dank Silver Tongue. Larry betritt die Maschine, die Morden verwandelt hat, um das Energiewesen loszuwerden, aber wird von Cliff herausgeholt. Schließlich fliegt die Gruppe in Silas’ Jet nach Hause. Steve Larson aber verlässt die Anlage mutiert. |           |                        |                    |                      |                                           |                            |                                                         |
| 4 | 4         | Lebendige Lektüre      | Cult Patrol        | 8. März 2019         | 7. Okt. 2019                              | Stefan Pleszczynski        | Marcus Calzine & Chris Dingess                          |
| Die Doom Manor wird von dem Magier Willoughby Kipling aufgesucht, der mit Caulder die Sekte des ungeschriebenen Buches bekämpfen will, um den Weltuntergang aufzuhalten. Der Kult hat 18 Jahre lang den Jungen Eliott, der am ganzen Körper Schriftzeichen trägt darauf vorbereitet, das Buch zu sein, mit dem der Decreator herbeigerufen werden soll. Die Gruppe entführt Eliott in die Doom Manor und Kipling schickt Jane und Cliff zu einem Priester in Spanien, dessen Stigmata an den Händen die Tore zu der verlorenen Stadt Nurnheim sind. Sie werden hineingesogen und treffen auf die Hohepriester Nurnheims, die wahren Gestalten von Eliotts Eltern. Diese schicken Assassine in die Doom Manor, um sich den Jungen zu schnappen. Das Ritual zur Beschwörung des Decreator wird durchgeführt und am Himmel erscheint ein riesiges Auge. |           |                        |                    |                      |                                           |                            |                                                         |
| 5 | 5         | Auge um Auge           | Paw Patrol         | 15. März 2019        | 7. Okt. 2019                              | Larry Teng                 | Shoshana Sachi                                          |
| Mr. Nobody lässt Caulder frei, um gemeinsam den Decreator zu bekämpfen. Nobody reist in Janes Vergangenheit, als, während sie in einer psychiatrischen Anstalt gefangen war, die Persönlichkeit Dr. Harrison in Erscheinung tritt. Er gibt ihr die Aufgabe, mit den anderen Patienten einen Gegenkult zu schaffen mit einem neu geschriebenen Buch, um den Recreator zu beschwören. In der Gegenwart erscheint Niles in der Doom Manor, um der Gruppe den Plan zu erklären. Sie müssen die Person finden, auf der das neue Buch geschrieben ist, aber es stellt sich heraus, dass die Patienten dazu einen Hund gewählt haben. Der Recreator wird beschworen und der Decreator besiegt. Jane und Cliff, die in einer Schneekugel in der Doom Manor gefangen waren, werden durch Anweisungen von Dr. Harrison, die ihnen eine frühere Mitpatientin übermittelt, befreit. Bevor der Chief die Gruppe wieder verlässt, hält Mr. Nobody die Zeit an und lässt so Vics Armkanone überhitzen. In der Vergangenheit, als Caulder Jane aus der Anstalt rettet, flüstert Mr. Nobody Dr. Harrison einen neuen Auftrag ein: die Doom Patrol finden. |           |                        |                    |                      |                                           |                            |                                                         |
| 6 | 6         | Die Kraft der Gedanken | Doom Patrol Patrol | 22. März 2019        | 7. Okt. 2019                              | Christopher Manley         | Tamara Becher-Wilkinson                                 |
| Jane findet mit Vics Hilfe heraus, dass die Doom Patrol ein früheres Superheldenteam war, und Rita gibt zu, eine Liebesaffäre mit dem Mitglied Steve Dayton / Mento gehabt zu haben. Flit teleportiert mit Rita und Larry zu dem früheren Hauptquartier der Doom Patrol, das jetzt eine Schule für Menschen mit Superkräften ist. Sie erfahren, dass das Team und die Schule von Caulder gegründet worden sind und dass er dort auch ein Zimmer für Jane vorgesehen hat. Larry trifft das Mitglied Arani, die erzählt, dass sie mit Caulder verheiratet ist, und Rita trifft wieder auf Mento. Sie bekommen erzählt, dass die Doom Patrol früher Mr. Nobody besiegt hat, aber als Rita gegenüber Mento darauf besteht, dass dieser wieder zurück ist, löst sich die von Mento geschaffene Illusion auf. In Wirklichkeit sind die früheren Mitglieder im Geiste gebrochen und quälen sich mit ihrer Vergangenheit. Währenddessen kommt Silas in die Doom Manor, um Vics Arm zu reparieren, aber es zeigt sich, dass auch der von Cliff beschädigt ist. Vic verschafft Cliff Einsicht in das Social-Media-Profil seiner Tochter, auf dem Fotos von ihr mit Cliffs früherem Kollegen Bump sind. |           |                        |                    |                      |                                           |                            |                                                         |
| 7 | 7         | Patrol-Therapie        | Therapy Patrol     | 29. März 2019        | 7. Okt. 2019                              | Rob Hardy                  | Neil Reynolds                                           |
| Nachdem Cliff eine Halluzination hatte, wie er Bump konfrontiert, beruft er ein Therapiegespräch der Gruppe ein, damit sie sich um ihre Probleme erleichtern und auf die Mission konzentrieren können. Rita weiß nicht, wer sie wirklich ist hinter der Fassade, und kämpft mit einer beschämenden Tat aus ihrer Vergangenheit. Larry fühlt sich einsam und wirft sich selbst vor, seinen Geliebten John Bowers zurückgestoßen zu haben. Als Vic sich fragt, warum sein Vater ihm nicht vertraut, zeigt Jane der Gruppe ein Bild, das sie nach einer Vision von Mr. Nobody gemalt hat, wie anscheinend die anderen von Vic getötet wurden. Nachdem Cliff Jane sehr verletzt hat, rennt sie davon und er hat einen Zusammenbruch, ausgelöst durch eine Ratte, die in ihm steckte. |           |                        |                    |                      |                                           |                            |                                                         |
| 8 | 8         | Danny die Straße       | Danny Patrol       | 5. Apr. 2019         | 7. Okt. 2019                              | Dermott Downs              | Tom Farrell                                             |
| Die Doom Manor erhält ein Paket mit einer Hilfenachricht von der Adresse „Danny Street“. Vic und Larry reisen dorthin und begegnen in einem Kabarettclub der Dragqueen Maura Lee Karupt (morally corrupt = moralisch verdorben). Maura Lee war als Morris Wilson ein Agent des Büros für Normalität, das früher auch Larry gefangen hielt und jetzt Danny jagt. Danny hat Angst, aber Maura Lee hält die Dragshow am Laufen, damit Danny durchhält. Als das Büro Danny findet und die Straße betritt, stellen die Dragqueens sich zur Wehr und schlagen den Agenten Darren Jones in die Flucht. Als Vic später Mr. Nobody erwähnt, hat Danny zu viel Angst zu helfen und hinterlässt ihm als Hinweis nur ein Comicheft. Währenddessen finden Rita und Cliff heraus, dass jetzt Janes Persönlichkeit Karen, die von Liebe besessen ist, an der Oberfläche ist. Sie finden Karen bei ihrem Freund Doug, den sie im Haus heiraten will. Aber bevor es dazu kommt, fällt sie in einen katatonischen Zustand, denn Karen wird in den Untergrund gezogen. |           |                        |                    |                      |                                           |                            |                                                         |
| 9 | 9         | Süße Erinnerungen      | Jane Patrol        | 12. Apr. 2019        | 7. Okt. 2019                              | Harry Jierjian             | Marcus Dalinze                                          |
| Karen wird weggesperrt, weil die anderen Persönlichkeiten sie nicht mehr an der Oberfläche wollen, aber Jane weigert sich, wieder nach oben zu gehen. Sie trifft auf Penny Farthing und redet mit den drei Schwestern (ein Körper mit drei Köpfen), die ihr raten, zum Brunnen zu gehen. Cliff wird durch Larrys Energiewesen mit Janes Gehirn verbunden und landet so im Untergrund. Nachdem Hammerhead ihn zu Karen sperrt, wird er von Penny Farthing befreit und durch den Untergrund geführt. Jane sieht eine Erinnerung von Kay Challis kurz vor einer Missbrauchshandlung durch ihren Vater, als sie gerade an einem Puzzle saß; Cliff und Penny gehen durch Mirandas Erinnerung und Station. Am Brunnen wird Jane mit ihrer größten Angst konfrontiert, ihrem Vater in riesiger Gestalt aus Puzzleteilen, und um Cliff vor ihm zu retten, überkommt Jane ihre Angst und besiegt ihren Vater mit ihrer Wut. Jane und Cliff fahren hoch und erwachen wieder in der Doom Manor. |           |                        |                    |                      |                                           |                            |                                                         |
| 10 | 10        | Der Bartjäger          | Hair Patrol        | 19. Apr. 2019        | 7. Okt. 2019                              | Salli Richardson-Whitfield | Eric Dietel                                             |
| Nach Darren Jones’ Verschwinden beauftragt das Büro für Normalität den Bartjäger, Caulder ausfindig zu machen. Während die anderen drei bewusstlos sind, bemerkt Rita, dass in Vics Comicheft von Danny eine Anzeige des Muskelpakets Flex Mentallo fehlt, als sie den Bartjäger in der Doom Manor finden, der Niles’ Barthaare verzehrt hat. Sie fesseln ihn, aber es gelingt ihm, auch ein Barthaar von Victor zu verzehren, durch das er Zugang zu dessen Erinnerungen und Motorik hat. So kann Vic sein Programm Grid nicht mehr kontrollieren und der Bartjäger haut ab, aber Rita hat ihm vorher unbemerkt ein Sender angebracht. Mr. Nobody schaut sich Erinnerungen von Caulder an: 1913 forschte er mit einem Partner für das Büro für Kuriositäten nach einer Kreatur. Sein Partner wird von Wölfen angegriffen, aber Niles von einer urzeitlichen Frau gerettet. Er findet heraus, dass sie unsterblich ist und die Kreatur kontrolliert, und verliebt sich in sie. Niles verbringt Jahre bei der Frau, bis sein Partner erscheint und erzählt, dass das umbenannte Büro für Normalität jetzt alles Seltsame, darunter die unsterbliche Frau, beseitigen will. Niles tötet ihn, kehrt zum Büro zurück und erzählt, dass es die Kreatur gar nicht gebe. |           |                        |                    |                      |                                           |                            |                                                         |
| 11 | 11        | Carpe Diem             | Frances Patrol     | 26. Apr. 2019        | 7. Okt. 2019                              | Wayne Yip                  | April Fitzsimmons                                       |
| Cliff hört, dass Bump verstorben ist, und lässt sich von Flit mit Rita zu der Gedenkfeier teleportieren. Rita und Cliff erfahren dort, dass Bump starb, indem er von einem Alligator namens Frances gefressen wurde. Cliffs Tochter Clara hält eine Rede, wie Bump sie nach dem Unfall aufgezogen und später adoptiert hat, sowie über eine goldene Uhr, die sie ihm geschenkt hatte. Cliff beschließt, diese Uhr aus Frances herauszuholen, um sie Clara wiederzubringen, legt die Uhr am Ende aber auf den Tresen, ohne Clara noch einmal anzusprechen. Larrys Energiewesen zwingt ihn, romantische Momente der Vergangenheit und Fantasien mit John Bowers noch einmal zu durchleben, bis John sagt, er möchte so nicht seine letzten Tage verbringen. Larry erkennt den Hinweis des Energiewesens, dass er zu John fahren soll, und findet diesen dort als alten Mann im Sterben vor. Sie sprechen sich aus und Larry erzählt von seiner Beziehung zu dem Energiewesen, bevor John dahinscheidet. Jane findet heraus, dass Flex Mentallo eine Frau namens Dolores hat, und fährt mit Vic, um sie zu treffen, aber sie werden von Agenten des Büros angegriffen. Jane kann ihren abwehren, aber Vic wird entführt. |           |                        |                    |                      |                                           |                            |                                                         |
| 12 | 12        | Ein riskanter Plan     | Cyborg Patrol      | 3. Mai 2019          | 7. Okt. 2019                              | Carol Banker               | Robert Berens & Shoshana Sachi                          |
| Vic wird in der Ant Farm festgehalten, wo sein Zellennachbar 722 mit ihm spricht und Grid sich selbst wiederherstellt und ihn mit Bildern quält. Larry erzählt den anderen, wie er in der Ant Farm festgehalten worden war, und dass Silas einen Weg hinein kennen könnte, als ebendieser in der Doom Manor auf der Suche nach seinem Sohn auftaucht. Silas bringt Jane, Cliff und Larry in die Ant Farm, wo er sie scheinbar verrät und ausliefert, wofür er im Austausch seinen Sohn rausholen darf. Aber der Verrat war Teil des Plans. Während Cliff für eine Untersuchung an einem Deckenmagnet hängt, windet Rita, die sich versteckt hat, sich aus seinem Inneren und befreit ihn. Jane kommt frei, indem Karen den Agenten, der sie befragt, verliebt macht. Zu dritt befreien sie Larry und sein Energiewesen öffnet die Türen aller anderen Zellen. Sie treffen auf Agent Darren Jones, aber der wird von zweibeinigen und bissigen Hintern, die in der Ant Farm festgehalten wurden, attackiert. Silas versucht Vic zum Fliehen zu bewegen, aber der wird von Grits Aufnahmen in einen Wahn getrieben hält ihn für einen Verräter und prügelt ihn tot, als Mr. Nobody ihm enthüllt, dass er Grids Reboot eingefädelt hat und Vic gerade seinen Vater getötet habe. |           |                        |                    |                      |                                           |                            |                                                         |
| 13 | 13        | Ein Muskelmysterium    | Flex Patrol        | 10. Mai 2019         | 7. Okt. 2019                              | T.J. Scott                 | Tom Farrell & Tamara Becher-Wilkinson                   |
| Als die anderen dazustoßen, stellt sich heraus, dass Silas gerade noch lebt und dass 722 Flex Mentallo ist, der dort 1964 Zellennachbar von Larry war und das Energiewesen kennenlernte und mit ihm kommunizieren konnte. Flit teleportiert die Gruppe erst in die Doom Manor, dann Vic mit Silas und Rita in ein Krankenhaus. Rita erzählt dort einem alten Patienten, der Mr. Nobody in anderer Gestalt ist, ihr Geheimnis, dass sie einmal einer jungen Schauspielkollegin ein Treffen mit einem Filmproduzenten arrangierte, von dem diese schwanger wurde, und sie danach mit dem Baby im Stich ließ. Rita überzeugt Vic, Grid wieder zu installieren und bei seinem Vater zu bleiben. Flex erinnert sich nicht mehr, wer er ist, und Jane, Cliff und Larry versuchen, seine Erinnerungen wachzurütteln, bis sie dank Larrys Idee Flex’ Frau Dolores dazuholen. Im Moment der Wiedervereinigung erinnern sie sich wieder aneinander, aber das löst aus, dass Dolores zerfällt und Flex sie verliert. Larry, der ohne das Energiewesen in sich sterben wird, beschließt trotzdem, es nicht mehr in sich haben zu wollen, sondern ihm die Freiheit zu schenken, aber das Energiewesen fährt trotzdem wieder in ihn, um ihn nicht sterben zu lassen. |           |                        |                    |                      |                                           |                            |                                                         |
| 14 | 14        | Der weiße Raum         | Penultimate Patrol | 17. Mai 2019         | 7. Okt. 2019                              | Rebecca Rodriguez          | Chris Dingess                                           |
| 1946, Chicago: Eric Morden wurde gerade aus der Bruderschaft des Bösen entlassen und durch einen echten Gorilla ersetzt, seine Freundin sagt ihm darauf, er sei bloß ein Niemand und werde es immer sein. In der Gegenwart fährt die Gruppe zu dem Ort, wo sich der Bartjäger befinden soll und stößt dort auf Danny Street. Danny gesteht zu wissen, wo Niles ist: im Weißen Raum – dem Raum zwischen Comicpanels, wo sich kein Inhalt befindet. Flex will die Gruppe durch seine Kräfte dorthinbringen, aber sein erster Versuch löst durch den falschen Muskel bloß bei allen außer Cliff einen Orgasmus aus. Beim zweiten landen sie durch Mr. Nobody in der Vergangenhat jeweils an den Tag ihres Unfalls und können ihr altes Leben wieder aufnehmen, wenn sie Niles vergessen, aber sie weigern sich jeweils. Nachdem sie jeweils durch eine Tür treten, landen sie im Weißen Raum und finden dort den Chief und Eric Morden. Jane erscheint als Dr. Harrison und beginnt ihn zu analysieren, sodass die anderen erfahren, dass er alles nur macht, weil er sitzengelassen wurde. Plötzlich kommt Vic dazu und zerschießt ihn mit seiner Armkanone. Ein Jahr später ist das Team die neue Doom Patrol und kämpft gegen einen Riesenroboter, von dem sie besiegt und getötet werden, aber dann startet die Szene in einer Zeitschleife immer wieder neu, bis der Chief die Illusion durchschaut und Mr. Nobody sie in den Weißen Raum holt. Dort zwingt er Niles, den anderen endlich die Wahrheit zu sagen; dass er für alle ihre Unfälle verantwortlich ist.                                                                                             |           |                        |                    |                      |                                           |                            |                                                         |
| 15 | 15        | Der Pfad der Gerechten | Ezekiel Patrol     | 24. Mai 2019         | 7. Okt. 2019                              | Dermott Downs              | Tamara Becher-Wilkinson, Jeremy Carver & Shoshana Sachi |
| Niles erzählt, dass er einen Weg zur Unsterblichkeit gesucht hat, und die anderen wenden sich enttäuscht von ihm ab. Weil er nun Niles gebrochen hat, entlässt Mr. Nobody alle aus dem Weißen Raum. Sechs Monate später leben Rita und Larry zusammen in einem Haus und Rita gibt Kindern Schauspielunterricht. Jane lässt sich von dem Betreuer der alten Doom Patrol eine Droge geben, die ihre Persönlichkeiten einschlafen lässt. Sie lebt im alten Bus der Gruppe und wird heimlich von Cliff mit Essen versorgt. Mr. Nobody feiert im Weißen Raum seinen Sieg, als plötzlich die Kakerlake Ezekiel auftaucht und sich beschwert, dass er noch nicht endgültig die Welt zerstört hat. Sie beschließen sich, mit der Ratte Admiral Whiskers zusammenzuschließen für einen letzten großen Plan, der Niles’ Tochter beinhaltet. Die Gruppe kommt wieder zusammen und Niles erzählt ihnen, dass Mr. Nobody Danny in einem Gemälde eingesperrt hat sowie dass er eine Tochter hat, die von Danny aufgenommen wurde und jetzt durch Nobody gefährdet ist. Sie betreten Danny Street und finden dort die beiden Tiere, die Mr. Nobody verraten haben, in Riesengröße vor. Während Rita ihn überzeugt, die Narration wiederaufzunehmen, holen Jane und Niles seine Tochter und das Team lässt sich von der Kakerlake verspeisen. Larry löst mithilfe des Energiewesens eine Atomexplosion aus: Admiral Whiskers stirbt, von Danny bleibt nur ein Ziegelstein zurück, Mr. Nobody und der Bartjäger sind in einem weißen Gemälde gefangen, aber Ezekiel hat überlebt. Vic schneidet ihn von innen aus und die Gruppe tritt heraus; Larry trägt sie in die Doom Manor. |           |                        |                    |                      |                                           |                            |                                                         |

### Staffel 2
| Nr. (ges.) | Nr. (St.) | Deutscher Titel          | Originaltitel   | Erstveröffentlichung USA | Deutschsprachige Erstveröffentlichung (D) | Regie              | Drehbuch                              |
| --- | --------- | ------------------------ | --------------- | ------------------------ | ----------------------------------------- | ------------------ | ------------------------------------- |
| 16 | 1         | Im Großen wie im Kleinen | Fun Size Patrol | 25. Juni 2020            | 28. Sep. 2020                             | Christopher Manley | Jeremy Carver & Shoshana Sachi        |
| Als Resultat ihres letzten Abenteuers ist die Gruppe außer Larry geschrumpft, weswegen sie nun in einer von Larry erbauten Modellstadt in der Doom Manor leben. Während Jane sich dort weiterhin mit Drogen betäubt und Cliff die Ratten des Hauses mit Käse füttert und tötet, versucht Rita mit Victors Hilfe, ihre Kräfte besser kontrollieren zu lernen. Larry soll unter Niles’ Instruktionen mit chemischen Experimenten eine Substanz finden, die sie wieder vergrößert, doch als dies scheitert, wendet Niles sich schließlich an Willoughby Kipling. Dorothy wird, als sie die Ratten füttern will, so verängstigt, dass ihre imaginären Freunde vor den anderen erscheinen und Niles sie beruhigen muss, um den Kerzenmacher zurückzuhalten. Dank Kipling wird die Gruppe wieder groß, wofür Niles im Gegenzug seinen lebensverlängernden Talisman abgeben muss. Die anderen Persönlichkeiten senden Jane die Nachricht, es sei "Zeit für einen Wechsel"; das Energiewesen zeigt Larry eine Erinnerung an seinen Sohn Gary, wodurch er entdeckt, dass dieser kürzlich verstorben ist. |           |                          |                 |                          |                                           |                    |                                       |
| 17 | 2         | Tyme Patrol              | Tyme Patrol     | 25. Juni 2020            | 28. Sep. 2020                             | Harry Jierjian     | April Fitzsimmons & Neil Reynolds     |
| Nachdem die Gruppe erfahren hat, dass Niles sterben wird, zeigt er auf der Suche nach mehr Zeit Rita ein Stück Kontinuinium, ein Mineral aus einem Meteor, das die Zeit beugen kann, und erzählt ihr von dessen Entdecker Dr. Tyme, der nach dem Kontakt mit Kontinuinium verrückt geworden ist und die verschiedensten Zeitalter besucht hat. Durch sein Stück des Minerals kann Niles Rita, Jane und Cliff zu Dr. Tyme schicken: in eine Rollschuhdisco. Als Rita beim Tanz mit ihm dessen uhrförmigen Helm ergreift und zerbricht, stellt sich heraus, dass dieser sein Kopf war, indem sein Gehirn herausfällt. Nachdem Rita ihn rettet, indem sie die Zeiger der Uhr und damit die Zeit zurückdreht, schickt er sie ohne Kontinuinium zurück. Vic besucht indes in Detroit eine Traumagruppe, wo er die Veteranin Roni Evers kennenlernt. Als sie auf der Straße von einem Räuber angegriffen wird, ruft er automatisch die Polizei, aber sie überzeugt ihn, den Jungen laufen zu lassen. Larry besucht die Bestattung seines Sohnes, wo er von seinem anderen, noch lebenden Sohn erkannt und zum Leichenschmaus eingeladen wird. Bei ihm zuhause sieht Larry in einer Scheune, was sein Sohn über seinen Vater als Andenken behalten hatte. Auf dem Rückweg wird er von einem Schwarm Schmetterlingen eingekreist. |           |                          |                 |                          |                                           |                    |                                       |
| 18 | 3         | Köstlicher Schmerz       | Pain Patrol     | 25. Juni 2020            | 28. Sep. 2020                             | Samira Radsi       | Tom Farrell & Tamara Becher-Wilkinson |
| Als der Chief Cliff sagt, er sei, bereits bevor er Niles getroffen hat, ein wütender Ehemann und Vater gewesen, beschließt Cliff, mit Jane wegzufahren. Er fährt zu seiner Tochter Clara und erzählt ihr, dass er ihr Vater ist, was sie so verstört, dass sie die Polizei ruft, die Cliff sich am Bus abreagieren lässt. Während der Fahrt halten einige der Persönlichkeiten im Untergrund mit Jane einen Interventionskreis ab. Dr. Harrison stellt ihr das Ultimatum, sie solle die Gruppe, von der sie abhängig sei, verlassen oder sie werde als dominante Persönlichkeit ersetzt. Als sie sich weigert und ins Manor zurückkehrt, wird sie in eine Zelle im Untergrund gesperrt. Niles erhält eine Einladung von Red Jack, einem Mörder, der sich von Schmerz ernährt, in einem extradimensionalen Palast, den Niles zusammen mit Rita betritt. Während Red Jack Niles erklärt, dass er ihn zu seinem Schüler machen will, finder Rita Larry an der Decke eines Raums angekettet, und befreit ihn. Allen dreien wachsen Schmetterlingsflügel aus dem Rücken, doch Niles kann Red Jack töten, bevor sie sich weiterverwandeln, und Rita und Larry befreien die Schmetterlinge aus dem Palast. Vic und Roni schlafen miteinander, aber am Abend versetzt sie ihn zu einer Verabredung und schickt ihm ihre Vorstrafenakte, um ihn zu vertreiben. Alleine in der Villa bricht Dorothy beim Spiel mit ihren imaginären Freunden aus Versehen Danny Brick in zwei Teile. |           |                          |                 |                          |                                           |                    |                                       |
| 19 | 4         | Eine Party für Danny     | Sex Patrol      | 2. Juli 2020             | 28. Sep. 2020                             | Omar Madha         | Eric Dietel & Tanya Steele            |
| Um Danny wiederzubeleben, kommen die früheren Bewohner der Straße, die Dannyzens, darunter Flex Mentallo und Maura Lee, vorbei und geben eine Party in der Manor. Nachdem Dorothy für Danny Pure Imagination singt, erscheint die Variete-Bühne im Haus. Während Dorothy ins Bett muss, kommen auch Vic und Janes erotische Persönlichkeit Scarlot Harlot. Rita bittet Flex um Hilfe mit ihren Kräften; dessen Rat ist, dass sie ihren Verstand leeren soll, was zuletzt der Fall war, als er der Gruppe einen Orgasmus verpasste. Als er dies also bei ihr wiederholt, erregt dies einen Sexdämon, der als Schatten auf der Party erscheint. Dessen paranormale hypersexuelle Energie ruft wiederum die Sex Men auf den Plan. Der Dämon gebiert ein Baby, dass, wenn es weint, alle Kinder verschwinden lassen würde; Hammerhead verhindert dies aber, indem sie das Baby wieder in den Dämon hineinschiebt. Dorothy umgeht ihre Bettzeit und geht auf ihre erste Danny-Party. Der Kerzenmacher flüstert ihr aber ein, dass Danny nicht wieder zur Straße werden soll, weil sie dann dort wieder eingesperrt werden würde, worauf sie fast den Ziegelstein zerstören will. Nach einem Gespräch mit Niles beschließt Danny, nicht mehr zur Straße werden zu wollen, nimmt die Form eines Reifens an und verschwindet mit den Dannyzens. Jane ist wieder an der Oberfläche und Vic will auch vorerst bleiben. |           |                          |                 |                          |                                           |                    |                                       |
| 20 | 5         | Fingerspitzengefühl      | Finger Patrol   | 9. Juli 2020             | 28. Sep. 2020                             | Glen Winter        | Chris Dingess & Shoshana Sachi        |
| Cliff, der zuletzt Probleme mit seiner Hand hatte, entdeckt, dass Niles Ideen entworfen hat, ihm die Möglichkeit, Berührungen zu fühlen, wiederzugeben, was aber laut Niles Jahrzehnte dauern könnte. Mit Vic besucht Cliff in Detroit dessen Vater, der bei Vic das Gefühl von Berührung einbauen konnte, aber sagt, dass er Cliff nicht helfen kann. Mit Cliffs Hilfe entschuldigt Vic sich bei Roni und versöhnt sich wieder mit ihr. Dabei erfährt er, dass sie früher für Kriegseinsätze kybernetische Körpermodifikationen erhalten hatte. Nach einem verpatzten Versprechen begleitet Rita Larry, der von seinem Sohn Paul eingeladen wurde, die Sachen von Gary auszuräumen. Dabei begegnen sie auch Pauls Sohn und Enkel. Als Larry seinem Sohn gegenüber sich zum Schwulsein bekennt, gibt dieser wiederum zu, dass er das Verteidigungsministerium benachrichtigt hat, das dann gerade anrückt. Um sich zu verteidigen, lässt Larry das Energiewesen frei, wodurch aber stattdessen Pauls Sohn von einer Kugel getroffen wird. Baby Doll kommt an die Oberfläche und wird Dorothy vorgestellt. Sie verbringen den Tag mit Spielen, doch nachdem Baby Doll in ihrem Übermut das Biest verärgert, entzieht sich Dorothy. Als sie stattdessen Zeit mit Niles verbringt, wird Baby Doll eifersüchtig, und sagt Dorothy, dass er der Gruppe schlimme Dinge angetan hat. Im Streit verletzen beide Mädchen sich und Baby Doll und Flaming Katy töten das Biest, worauf Dorothy sich Hilfe vom Kerzenmacher wünscht, der den Untergrund betritt und dort Baby Doll und Flaming Katy tötet. |           |                          |                 |                          |                                           |                    |                                       |
| 21 | 6         | Raumpatrouille           | Space Patrol    | 16. Juli 2020            | 28. Sep. 2020                             | Kristin Windell    | Neil Reynolds                         |
| Als Larry zurückkehrt, landet vor der Manor ein Raumschiff mit einem Forschungsteam, das Niles 1955 in den Weltraum geschickt hatte. Aus Scham davor, was sie getan hat, fliegt Dorothy mit dem Raumschiff zum Mond, und Cliff und Niles fliegen ihr mit einem weiteren hinterher. Cliff kann Dorothy überzeugen zurückzukehren, doch im Raumschiff schießt Niles ihn in den Weltraum. In der Manor entdeckt Larry, dass eine der Kosmonauten, Valentina Vostok, auch ein Energiewesen in sich trägt. Mit diesem befindet sie sich in Harmonie und spricht nur noch als Wir. Sie will ihre Verbindungen auf der Erde lösen und dann in den Weltraum zurückzukehren; Larry wiederum entscheidet, dass er sich mit seiner Familie versöhnen will. Im Untergrund halten die Persönlichkeiten eine Trauerprozession für Baby Doll und Flaming Katy ab, an deren Ende sie die beiden, die sie für tot halten, in den Brunnen werfen wollen. Als Jane dies zu verhindern versucht, steigt die wiedergeborene Miranda aus diesem empor. Sie wirft die beiden in den Brunnen, damit auch sie wiedergeboren werden können, und übernimmt die Kontrolle an der Oberfläche. Rita lernt, dass die Theaterproduktion in der Stadt von den Ereignissen der ersten Episode handelt, wobei sie als Rolle „Blob-Lady“ vorkommt. Vic findet heraus, dass Ronis frühere kybernetische Modifikationen von S.T.A.R. Labs, dem Unternehmen seines Vaters, und Caulder Robotics stammten. |           |                          |                 |                          |                                           |                    |                                       |
| 22 | 7         | Dumm gelaufen            | Dumb Patrol     | 23. Juli 2020            | 28. Sep. 2020                             | Jessica Lowrey     | Tamara Becher-Wilkinson & Eric Dietel |
| Cliff landet wieder auf der Erde und muss den Weg zur Manor zu Fuß gehen, während Niles sich in das Yukon-Territorium begibt, um mit Dorothys Mutter zu sprechen. Vic bringt Roni in die Manor und stellt ihr die anderen vor, als eine Kiste mit dem weißen Gemälde ankommt, aus der ein pinker Dampf strömt, worauf Larry, Vic und Roni sich wie Dummköpfe verhalten. Wie ihnen Kipling erklärt, waren dies Scants, winzige rosa Wesen, die Infizierten schlechte Ideen einpflanzen. Als eine solche versucht Larry mit Flit, seinen Enkel im Krankenhaus zu besuchen, und Vic und Roni bekunden ihre Liebe zueinander. Die Gruppe wird in den weißen Raum gesogen, wo sie den Bartjäger und die Königin der Scants treffen, Diese wird von Miranda, die immun gegen das Mittel der Scants ist, besiegt. Als Cliff in der Manor ankommt, erwartet ihn dort seine Tochter Clara, die ein Video von Niles erhalten hat. Dieser hat in Yukon eine Vision des Kerzenmachers und ruft Kipling zu sich. |           |                          |                 |                          |                                           |                    |                                       |
| 23 | 8         | Erwachsenwerden          | Dad Patrol      | 30. Juli 2020            | 28. Sep. 2020                             | Amanda Row         | Tom Farrell & April Fitzsimmons       |
| Als Jane im Untergrund bemerkt, dass Scarlot Harlot und Lucy Fugue verschwunden sind, behauptet Miranda, sie seien vorangeschritten. Kay vermisst ihren Stoffhasen, den sie im echten Brunnen verloren hat, als ihr Vater sie zur Strafe eine Nacht dort ließ. Um ihre Position zu beweisen, fährt Jane mit Larry zum Haus ihrer Kindheit und klettert in den Brunnen. Dort findet sie den Hasen und einen Brief von Miranda. Im Untergrund gibt sie den Hasen an Miranda, die ihn Kay geben soll, doch Miranda wirft ihn in den Brunnen und stößt auch Jane hinein; dort sieht sie die leblosen Körper der fehlenden Persönlichkeiten. Cliff verbringt den Tag mit Clara, die schwanger ist, und erfährt, dass sie heiraten wird - eine Frau namens Melissa. Zum Abschied erhält er eine Einladung zur Hochzeit. Niles wiederum verbringt mit Dorothy den Tag auf einer Kirmes. Auf dem Weg dahin hat Dorothy ihre erste Periode bekommen. Auf der Kirmes hat sie eine Vision vom Yukon und muss vor dem Kerzenmacher fliehen, der ihr sagt, es sei Zeit. Niles hat wieder mehr Anzeichen seines baldigen Todes und wird von Kipling gewarnt, seine Zeit sei abgelaufen und Dorothy müsse zum Schutz weggebracht werden, als auf der Kirmes Dinge beginnen, wie aus Wachs zu schmelzen. |           |                          |                 |                          |                                           |                    |                                       |
| 24 | 9         | Imaginäre Freunde        | Wax Patrol      | 6. Aug. 2020             | 28. Sep. 2020                             | Christopher Manley | Chris Dingess & Tanya Steele          |
| Hershel erscheint in der Manor, um der Gruppe zu sagen, dass Dorothy ihre Hilfe braucht, worauf sie zur Kirmes teleportieren, wodurch Cliff Claras Hochzeit verpasst. Bei der Kirmes werden sie von Kipling vor dem Kerzenmacher gewarnt, der ihnen ihre imaginären Freunde entgegenstellt. Rita, Cliff, Vic und Kipling werden von ihren imaginären Freunden besiegt und vom Kerzenmacher mit Wachs überzogen. Dorothy erscheint ihre Mutter, die sie darin bestärkt, dem Kerzenmacher entgegenzutreten und kein kleines Kind mehr zu sein, während Niles am Boden liegend sagt, sie sei noch nicht bereit. Als Dorothy sich aber dafür entscheidet, nimmt der Kerzenmacher sie mit sich. Während Jane im Brunnen Mirandas Leiche findet, hat auch Kay herausgefunden, dass die neue Miranda nicht die echte ist und konfrontiert diese damit. |           |                          |                 |                          |                                           |                    |                                       |

### Staffel 3
| Nr. (ges.) | Nr. (St.) | Deutscher Titel                          | Originaltitel        | Erstveröffentlichung USA | Deutschsprachige Erstveröffentlichung (D) | Regie              | Drehbuch                                               |
| --- | --------- | ---------------------------------------- | -------------------- | ------------------------ | ----------------------------------------- | ------------------ | ------------------------------------------------------ |
| 25 | 1         | Neue Möglichkeiten                       | Possibilities Patrol | 23. Sep. 2021            | 1. Juli 2022                              | Dermott Downs      | Tamara Becher-Wilkinson & Eric Dietel & Shoshana Sachi |
| Nachdem Dorothy den Kerzenmacher überzeugt, dass sie sich nicht bekämpfen müssen, kehren sie zum Jahrmarkt zurück, wo das Wachs schmilzt und sich zeigt, dass Niles verstorben ist. Eine Woche später erscheint sein Geist Cliff und bittet diesen, den Körper zu verbrennen, was Cliff nicht tut. Dorothy will ihren Vater erst begraben, wenn Jane sich verabschieden konnte. Im Untergrund stellt die falsche Miranda sich als Manifestation ihrer dunklen Emotionen heraus. Sie hat die Persönlichkeiten unter Trance versetzt, damit Jane unten bleiben muss, und geht an die Oberfläche, um den Körper zu erhängen, doch Kay zeigt Jane ein Flugzeug, mit dem sie es an die Oberfläche schafft. Nun fährt Dorothy mit Niles’ Leiche in Danny, dem Krankenwagen, zum Yukon, wo später Kipling Niles’ Kopf wieder ausgräbt. Larry wird von dem Energiewesen in den Weltraum transportiert und Rita hat von Niles den Schlüssel zu einem Alarm erhalten, den sie aber ignoriert, als er losgeht. Mittels einer Zeitmaschine in Form eines Erdbohrers kommt in Cloverton eine Frau an, die Niles Caulder sucht. |           |                                          |                      |                          |                                           |                    |                                                        |
| 26 | 2         | Urlaub                                   | Vacay Patrol         | 23. Sep. 2021            | 1. Juli 2022                              | Christopher Manley | Tom Farrell                                            |
| Im Jahr 1949 sendet die Bruderschaft des Bösen Garguax aus, auf ein Signal hin Rita Farr zu töten. Er hält sich mit seinem Assistenten Samuelson im Codsville Mountain Resort bereit und wartet selbst nach der Zerschlagung der Bruderschaft noch Jahrzehnte. In der Gegenwart besucht Cliff Clara, um Zeit mit seinem Enkel zu verbringen, doch da seine Hand zittert, scheint er Parkinson zu haben. Als Rita beschließt, dass sie Urlaub machen sollten, fährt die Gruppe ins Codsville Mountain Resort. Sie begegnen Garguax, der dadurch erfährt, dass Niles tot ist, und Rita nicht als Bedrohung ansieht. So will er den Ort verlassen, da die Mission verloren ist, doch sein Assistent ist dagegen. Als die Zeitmaschine in der Nähe erscheint, meldet sich ihr Signal, worauf Samuelson, um die Mission zu erfüllen, mit einem Todesstrahl Garguax tötet sowie Vic, Cliff und Jane. Rita kann zunächst fliehen, doch aus der Zeitmaschine steigt eine ihr identische Frau und schubst sie zurück, sodass auch Rita stirbt. Als Larry indessen aus dem Weltall wieder zurück ist, ist das Energiewesen nicht mehr da. |           |                                          |                      |                          |                                           |                    |                                                        |
| 27 | 3         | Tot oder lebendig                        | Dead Patrol          | 23. Sep. 2021            | 1. Juli 2022                              | Christopher Manley | Jeremy Carver & Steve Yockey                           |
| Die Gestorbenen befinden sich in einer Art Unterwelt, dem Tunnel der Seelen, wo bewusstlos Jane, Cliff und Vic Visionen mit verstorbenen Angehörige haben. Dabei erfährt Vic von seiner Mutter, dass es für seinen Vater vielleicht eine andere Möglichkeit gegeben hätte, ihn zu retten als die Cyborg-Technologie. Rita ist bei Bewusstsein und erhält Hilfe von einem maskierten Mann, der sie kennt. In der Manor erhält Larry ihre Leichen per Post geschickt, bevor Dorothy zurückkehrt. Als er einen Hilferuf von Rita erhält, kontaktieren sie mit Dannys Hilfe die Dead Boy Detectives: die Geister Charles, Edwin und das Medium Crystal Palace. Mit den Jungen geht Larry als Astralprojektion in den Tunnel der Seelen und findet die Gruppe. Sie werden von einer Helferin des Todes verfolgt, die etwas auf sie erbricht, während sie entkommen. Nachdem alle wieder im Diesseits sind, verlässt Dorothy die Manor mit den Detektiven; dafür taucht plötzlich die zeitreisende Frau auf. |           |                                          |                      |                          |                                           |                    |                                                        |
| 28 | 4         | Von Untoten und Ärschen                  | Undead Patrol        | 30. Sep. 2021            | 1. Juli 2022                              | Kristin Windell    | Tamara Becher-Wilkinson                                |
| Durch die Zeitreise weiß die Frau nicht, wer sie ist, nur dass sie Niles sucht, der aber tot ist. Als Rita in der Zeitmaschine die Uniform sieht, die ihr anderes Ich trug, manipuliert sie die Maschine, sodass die Frau nicht damit verschwindet kann. In der Manor findet diese einen Film der Schwesternschaft von Dada aus dem Jahr 1917, durch den sie sich als Laura DeMille und Gestaltwandlerin herausstellt. Da erscheint Willoughby Kipling, weil er Niles’ Kopf wiederbelebt hat und dieser ihm von Darren Jones, Agent des Büros, gestohlen wurde, doch indessen wurde die Gruppe durch das Erbrochene aus der Unterwelt zu Zombies. Beim Treffen mit Jones verwandelt dieser sich – als Auswirkung durch das Abenteuer in der Ant-Farm (Episode 1x12) – in einen riesigen Hintern mit Zähnen an der Spalte, aber die Zombies, Kipling und Laura besiegen ihn. Niles’ Kopf lässt die Zombies sein Gehirn essen, was sie zurückverwandelt und hat Laura zuvor Dokumente gegeben, dass er 1949 ihre Eliminierung forderte, weil sie einen Verrat begangen hat. Während sie traurig den Film schaut, entdeckt sie darin auch Rita. |           |                                          |                      |                          |                                           |                    |                                                        |
| 29 | 5         | Nebel mit vereinzelten Wahnvorstellungen | Dada Patrol          | 7. Okt. 2021             | 1. Juli 2022                              | Kristin Windell    | Shoshana Sachi                                         |
| Mit Darren Jones’ Notizen findet Laura heraus, dass die Schwesternschaft in der Ant-Farm festgehalten war, wo sie sich befindet und dass sie die Aufforderung sich ihr anzuschließen verbreitet. Während Laura und Rita zurückbleiben, machen die übrigen sich also auf den Weg und begegnen in einem Nebel den Mitgliedern der Schwesternschaft: Cliff einer Frau in einem Glaskasten, Vic dem ebenfalls afroamerikanischen Floyd und Jane Shelley Byron, die den Nebel kontrolliert und in einer selbst geschaffenen Konditorei Kay Challis verpflegt, während Larry seinen Sohn Paul antrifft. Als Cliff den Namen Laura DeMille nennt, wird die Gruppe abgewiesen und muss erfolglos zurückkehren. Rita beschließt daraufhin, die Zeitmaschine zu reparieren und zu benutzen. |           |                                          |                      |                          |                                           |                    |                                                        |
| 30 | 6         | 1917                                     | 1917 Patrol          | 14. Okt. 2021            | 1. Juli 2022                              | Omar Madha         | April Fitzsimmons                                      |
| Rita landet ohne Erinnerungen im Jahr 1917, wo die Bruderschaft des Bösen ihre Zeitmaschine abzeichnet und sie in das Büro für Normalität geführt wird, dessen Rekrutiererin Laura DeMille ist. Als „keine Waffe“ beginnt Rita in der Poststelle des Büros zu arbeiten und lernt die anderen dort lebenden Metamenschen kennen. Sie stellen sich als die Schwesternschaft von Dada heraus, eine Künstlergruppe, zu der auch Laura gehört, und nehmen Rita unter dem Namen Bendy auf, die eine Liebesbeziehung mit dem Mitglied Malcolm eingeht. In der Gegenwart wird Cliff abhängig von seinen Medikamenten und von Online-Glücksspiel, sodass er unter anderem seine Konstruktionspläne verkauft. Vic denkt über die Möglichkeit synthetischer Haut nach und Jane lässt Kay auf ihren Wunsch an die Oberfläche gehen, was vor allem Dr. Harrison und Pretty Polly missbilligen, aber es geht gut und Kay bringt ein Fahrrad mit. |           |                                          |                      |                          |                                           |                    |                                                        |
| 31 | 7         | Schmerzliche Erinnerungen                | Bird Patrol          | 21. Okt. 2021            | 1. Juli 2022                              | Omar Madha         | Ezra Claytan Daniels                                   |
| Mit den Jahren stellt Laura ihre Arbeit über die Kunst, sodass sie mehrmals Rekrutierungsrekorde einholt, aber dennoch wird an ihr gezweifelt, solange sie die Mitglieder der Schwesternschaft schützt. Gerade als diese beschließen, ihren Plan eines Kunstprojekts namens Ewige Geißelung endlich umzusetzen, verrät Laura sie, indem sie sie als Waffen deklariert. Dabei stirbt Malcolm, der gerade eine Maske trägt, und Rita kann entkommen. In der Gegenwart spuckt Larry, dem seit dem Weltallausflug scheinbar ein Tumor gewachsen war, eine blau leuchtende Larve aus, die er im Wald aussetzt; Flit schickt Cliff wieder zu Clara, Jane hat Probleme mit Kay, weil jemand das Fahrrad gestohlen hat, und Vic sucht eine Chirurgin für eine Operation auf, seine äußere Technologie durch synthetische Haut zu ersetzen. Da werden sie und Laura wieder in Nebel gehüllt und müssen von Shelley Byron kontrolliert Lauras Verrat nachstellen, an den sie sich dadurch wieder erinnert, wobei die anderen die Mitglieder der Schwesternschaft vertreten; an Malcolms Stelle erscheint wieder Rita. Dann werden sie an einen Ort im Freien transportiert, wo die Schwesternschaft einen Käfig mit einem Ei aufgestellt haben. Daraus schlüpft Malcolms Gesicht als geflügeltes Wesen, das statt Laura Rita befreit. Es zerteilt sich in kleinere fliegende Versionen, wodurch auch Laura als Vogel entkommen kann. |           |                                          |                      |                          |                                           |                    |                                                        |
| 32 | 8         | Die ewige Flagellation                   | Subconscious Patrol  | 28. Okt. 2021            | 1. Juli 2022                              | Rebecca Rodriguez  | Tanya Steele                                           |
| Nach ihrem Verrat wird Laura durch Niles aus dem Büro entlassen und schließt sich der Bruderschaft des Bösen, die ihr den Auftrag gibt, mit einer nach der Ritas entworfenen zweiten Zeitmaschine in die Zukunft zu reisen, um Niles’ Ideen und Kreationen zu stehlen. Nach einer letzten Konfrontation reisen jeweils Laura und Rita in ihren Maschinen in die Zukunft, wobei Laura ihre Erinnerungen verliert und Rita ihre wiedererlangt. Sie macht Halt am Resort, um ihr anderes Ich zu töten, damit dieses in der Unterwelt auf Malcolm trifft. Die Schwesternschaft hat die Ewige Geißelung gestartet, wodurch jeder Mensch auf der Welt mit seinem unterbewussten Selbst den Platz tauscht. Vic landet in einer Kindheitserinnerung; Cliff in einer, in der er Clara als Kind vernachlässigt hat; Larry kurz vor seiner Hochzeitszeremonie, wo er seiner Mutter diesmal sagen kann, dass er schwul ist; Jane in Kays Unterbewusstsein, wo die Persönlichkeiten Puppen sind. Ihre unterbewussten Selbst – Vics Kindheitsspielzeug, Kay als Erwachsene, Cliff und Larry wieder in menschlicher Form – versammelt Rita in der Manor, um Laura zu besiegen, doch sie beschließen zurückzubleiben. Ihre Selbst in den Unterbewusstsein schaffen es auszubrechen und landen in der Manor neben den unterbewussten Selbst, sodass sie sich im Zwiegespräch mit sich selbst aussprechen können, worauf nur noch die richtigen Selbst dableiben und zurücktransportiert werden. Larry holt die Larve ins Haus, Jane und Kay stellen fest, dass im Untergrund die anderen Persönlichkeiten verschwunden sind und an Vic ist in der Zwischenzeit die Operation vollendet worden. |           |                                          |                      |                          |                                           |                    |                                                        |
| 33 | 9         | Gehirnamputierte Pläne                   | Evil Patrol          | 4. Nov. 2021             | 1. Juli 2022                              | Rebecca Rodriguez  | Eric Dietel                                            |
| Laura flieht von Rita hin zur Bruderschaft des Bösen. Also will Rita die anderen als Superheldenteam versammeln, um diese zu besiegen, doch Vic hat keine Kräfte mehr, Larry kein Energiewesen, Jane keine Persönlichkeiten und für Cliff taucht Clara mit seinem Enkel in der Manor auf. Als aber auf einmal zwei Babys da sind, zeigt sich, dass Laura die Manor infiltriert hat, und sie kann Cliff lahmlegen und mit ihm zur Bruderschaft verschwinden, damit das Gehirn Cliffs Roboterkörper übernehmen kann. Dennoch wird Laura von der Bruderschaft verraten und betäubt. Um Cliff zu retten, macht die Gruppe sich im Bus auf den Weg, doch als Kay im Untergrund alleine Angst bekommt, beginnt sie und dadurch auch Jane im Bus zu schreien, was einen Straßenunfall verursacht. |           |                                          |                      |                          |                                           |                    |                                                        |
| 34 | 10        | Neuanfang                                | Amends Patrol        | 11. Nov. 2021            | 1. Juli 2022                              | Harry Jierjian     | Chris Dingess                                          |
| Während Rita alleine weitergeht, wird die Gruppe von Shelley Byron in den Nebel geführt. Hier findet Larry heraus, dass die Larve mit ihm verschmelzen will, um zu überleben, aber er kann sie wegen der Bandagen nicht aufnehmen. Also geht das neue Energiewesen namens Keeg aus der Larve zunächst in Vic, bis die beiden in der Manor ankommen und es in Larry wechseln kann. Jane findet heraus, dass die Persönlichkeiten unter Harrisons Führung aus dem Untergrund in den Nebel gegangen sind, aber dort sterben werden, weswegen sie einen Deal machen, dass Harrison Primärperson sein wird, wenn sie zurückkehren. Laura wurde von Monsieur Mallah mit Cliffs Gehirn im Wald zurückgelassen, wo sie eine ausrangierte Roboterhülle der Bruderschaft findet und Cliffs Gehirn in diese einsetzt. Als Cliff die Führung des Roboters übernimmt, verlässt Laura ihn, bevor er zu Clara geht. In Cliffs Körper wiederum genießt das Gehirn der Bruderschaft den Ruhestand, bis Rita es findet und mit kochendem Wasser übergießt. Als Rita wieder auf Laura trifft, lässt sie letztlich davon ab, sie zu töten, weil sie es nicht wert sei. Auf dem Weg nach Hause verliert Cliff durch das Parkinson die Kontrolle über den Roboter, aber Rita kann ihn retten. Durch die Rettung der Stadt vor dem Roboter als Helden anerkannt beschließt Rita, dass sie endlich ein richtiges Superheldenteam sein sollten, in das sie widerwillig auch Laura aufnimmt, und in der Zeitmaschine machen sie sich auf zu einem Monster. |           |                                          |                      |                          |                                           |                    |                                                        |

### Staffel 4
| Nr. (ges.) | Nr. (St.) | Deutscher Titel | Originaltitel     | Erstveröffentlichung USA | Deutschsprachige Erstveröffentlichung (D) | Regie              | Drehbuch                              |
| --- | --------- | --------------- | ----------------- | ------------------------ | ----------------------------------------- | ------------------ | ------------------------------------- |
| Teil 1 |           |                 |                   |                          |                                           |                    |                                       |
| 35 | 1         | –               | Doom Patrol       | 8. Dez. 2022             | –                                         | Christopher Manley | Tamara Becher-Wilkinson               |
| Während die Gruppe unter Ritas Führung als Superheldenteam agiert hat, haben Vic und Silas Cliffs alten Roboterkörper restauriert. Als sie ihm einen Arm mit Tastsinn verpassen, will er mit den anderen seinen Enkel besuchen, doch in der Zeitmaschine, deren Amnesieeffekt Rita mittlerweile gelöst hat, landen sie im Jahr 2042 und treffen auf den zukünftigen Vic. Er erklärt, Cloverton sei 2022 von zombiefizierten Wer-Hintern zerstört worden. Die anderen sind dabei gestorben und als Geister in der Manor geblieben. Harrisons Geist sagt ihr, durch sie sei Kay gestorben; Keeg spricht mit seiner zukünftigen Version und wird dadurch wütend auf Larry. Als der zukünftige Vic die Zeitmaschine stehlen will, greift eine Horde Hintern an, wodurch das Team entkommen kann, während der zukünftige Vic gefressen wird. Zurück in der Gegenwart macht Kay Jane wieder zur Primärperson, sagt ihr aber auch, sie solle nicht nach ihr suchen. Bei einem Treffen der Tempelritter erfährt Kipling von einer Bedrohung durch Immortus. |           |                 |                   |                          |                                           |                    |                                       |
| 36 | 2         | –               | Butt Patrol       | 8. Dez. 2022             | –                                         | Christopher Manley | Eric Dietel                           |
| Die anderen wählen Laura zur neuen Anführerin, worauf Rita sich weigert, an ihrer Mission teilzunehmen. Um die Hintern aufzuhalten, geht Laura mit Cliff auf eine Geheimmission, Darren Jones zu suchen, der nun ein Zombie ist und von Cliff endgültig getötet wird. Larry bleibt in der Villa, weil Keeg sich in den Wänden versteckt. Währenddessen geben Vic und Jane sich als Agenten des Büro für Normalität und treffen sich mit dem Butt Hunter (ehemals der Bartjäger), der ihnen ein eingefrorenes Exemplar des angeblich letzten Wer-Hintern übergibt. Cliff soll diesen töten, steckt ihn aber in einen Kühlschrank, aus dem der Hintern leicht entkommt. Allerdings hat Dr. Margaret Wu, eine Wissenschaftlerin der Ant Farm, einen weiteren bei sich Zuhause versteckt. |           |                 |                   |                          |                                           |                    |                                       |
| 37 | 3         | –               | Nostalgia Patrol  | 15. Dez. 2022            | –                                         | Kristin Windell    | Tanya Steele                          |
| Vic trifft sich mit drei früheren Freunden aus der Zeit vor Cyborg, um die Freundschaft wieder aufzunehmen. Kay hat Jane ein Puzzle gegeben, mit dem sie eine neue Aufgabe finden soll; in einem Puzzleteil sieht sie Shelley Byron. Rita erhält eine Einladung zu einer Retrospektive ihrer Filme, bei der sie die einzige Zuschauerin ist, als ein grüner Nebel sie in die Filme transportiert. Als Teambuilding-Aufgabe bringt Laura die Gruppe zur Retrospektive, wo auch sie außer Laura in die Filme transportiert werden. In der Manor findet Laura heraus, dass dahinter Dr. Janus, eine emotionale Vampirin, steckt. In einem Science-fiction-Film findet die Gruppe Rita und begegnet Dr. Janus wie auch Mr. 104, der die Elemente kontrollieren kann. Nachdem Rita ihr „Emotionssaft“ in einer Halskette gibt, geht Dr. Janus mit dem Hinweis, dass Immortus auferstehen werde. Keeg erscheint und holt die Gruppe aus dem Film heraus, Rita aber ist bewusstlos. |           |                 |                   |                          |                                           |                    |                                       |
| 38 | 4         | –               | Casey Patrol      | 22. Dez. 2022            | –                                         | Kristin Windell    | Tom Farrell                           |
| Mittlerweile hat Dorothy sich Niles’ Talisman beschafft, um mit seinem Geist sprechen zu können, und isoliert sich von Dannys Bewohnern. Danny ist in Gestalt eines Wohnwagenplatzes. Plötzlich wird der Ort angegriffen und alle Bewohner außer Dorothy und Maura Lee Karupt in Roboter verwandelt. Dorothy erkennt die Roboter aus ihrem Lieblings-Superheldencomic und bringt dessen Superheldin Space Case/Casey Brink in die reale Welt. Hinter dem Angriff steckt der Bösewicht aus dem Comic Torminox, der auch Caseys Vater ist. Er besiegt den Candlemaker und lässt sich von Casey nicht umstimmen, sodass Dorothy ihm schließlich den Talisman geben muss, damit er geht. Casey will den Autor ihrer Comics suchen und fährt dafür mit Dorothy nach Cloverton. Der Autor erhält von Dr. Janus die Halskette und von Torminox den Talisman, um Immortus auferstehen zu lassen. |           |                 |                   |                          |                                           |                    |                                       |
| 39 | 5         | –               | Youth Patrol      | 29. Dez. 2022            | –                                         | Christopher Manley | Shoshana Sachi                        |
| Auf der Suche nach Keeg trifft Larry auf Mr. 104/Rama, in dessen Körper Keeg gefahren ist. Rama war in der Vergangenheit auch in der Ant Farm gefoltert worden und hatte sich dann Dr. Janus angeschlossen in der Hoffnung, dass Immortus seinen instabilen Zustand umkehren könne. Gerade als Larry ihn überzeugt, auf der Suche nach einer Alternative zusammenzuarbeiten, öffnet sich ein Dimensionsportal, in das Larry gezogen wird und Rama ihm folgt. Als Rita in der Manor aufwacht, entdeckt sie an sich Alterungsanzeichen und sucht nach einem Gegenmittel. Währenddessen erscheint Kipling und warnt die übrigen vor Immortus, einer antiken Gottheit. Caulder habe ein Teil von Immortus für seinen Anhänger und die Langlebigkeit der Gruppe benutzt, die durch Janus Rita entzogen wurde. Diese zerbricht eine Fiole mit einem Zauber, der die Gruppe verjüngt. Als Jugendliche gehen sie zu einer Poolparty. Rita und Laura versöhnen sich. Die Tempelritter erscheinen und verwandeln Kipling zurück, aber entziehen Jane ihre Langlebigkeit, während sie ein Baby wird. |           |                 |                   |                          |                                           |                    |                                       |
| 40 | 6         | –               | Hope Patrol       | 5. Jan. 2023             | –                                         | Christopher Manley | Ezra Claytan Daniels                  |
| Wieder zurückverwandelt geht Jane zu Shelley Byron und versucht ihr, ihre Gefühle zu gestehen, aber ist überfordert. Rita und Laura gehen zur Ant Farm für Informationen über Immortus, die von dem Insassen Wally Sage genommen wurden. Dass Laura diesen als Waffe eingestuft hatte, war damals der Anfang ihres Verrats. Sie will ihn nun befreien, aber als Rita ihn sieht, zerfließt sie und tötet ihn dadurch scheinbar. Larry ist in der Dimension Orqwith gelandet, aus der Rama ihm rettet, aber Keeg zieht ihn wieder zurück. Vic ist mit seinem Kumpel Derec zurück zur Manor gefahren und beide folgen ihnen nach Orqwith. Kipling berichtet Cliff und Jane, dass Immortus’ Agenten die Templer getötet und Janes Langlebigkeit an sich genommen haben. Als Keeg dem gefangenen Larry zeigt, dass er glaubt, Immortus könne ihnen helfen, zusammen zu bleiben, lässt Larry seine Langlebigkeit entziehen. In Orqwith werden Vic, Derek, Cliff und Jane gefangen genommen und von Wally empfangen. |           |                 |                   |                          |                                           |                    |                                       |
| Teil 2 |           |                 |                   |                          |                                           |                    |                                       |
| 41 | 7         | –               | Orqwith Patrol    | 12. Okt. 2023            | –                                         | Bosede Williams    | Tamara Becher-Wilkinson & Bob Barth   |
| Rita und Laura entfliehen der Ant Farm und bauen in der Manor anhand Wallys Notizen ein Tor nach Orqwith. Dort treffen Cliff und Jane auf der Suche nach ihrer Langlebigkeit auf Wally, der ihnen seine Geschichte erzählt. Währenddessen finden Vic und Derec, der sich Vics Armkanone gezeichnet hat, Larry. Wally zeigt Cliff seine mögliche Zukunft, wenn er helfe, Immortus zu beschwören, indem er ihn und Jane in einen Supermarkt versetzt, wo sie Rory als Kind sehen. Darauf gibt Cliff bereitwillig seine Langlebigkeit ab, wodurch Immortus’ Ankunft bereit ist. Gerade dann erscheinen Rita und Laura sowie Dorothy und Casey. Immortus ist Isabel Feathers, eine Schauspielerin aus Cloverton, die durch Rouge in den Zeitstrom geraten war. Mit einem Schrei zerstört sie Orqwith und tötet Wally; die Gruppe ist aber in Blasen gerettet. |           |                 |                   |                          |                                           |                    |                                       |
| 42 | 8         | –               | Fame Patrol       | 12. Okt. 2023            | –                                         | Bosede Williams    | Eric Dietel                           |
| Die Gruppe folgt Isabel, die wie in Trance ist, nach Cloverton. Dort herrscht große Freude, dass die verschwundene Schauspielerin gerettet wurde. Sie wird interviewt, wobei Laura auffällt, dass sie scheinbar unbewusst Kräfte von Immortus hat, und es soll eine Heldenparade geben. Rita, Laura und Vic suchen sie auf und werden ebenfalls interviewt. In der Villa erscheint Larry Rama als destabilisierte Wolke, worauf Keeg hilft, ihn körperlich herauszuholen. Nachdem Dorothy Cliff sowie Casey Jane zu helfen versuchen, gehen auch Jane, Cliff und Laura zur Parade. Diese ist zu Ehren der Doom Patrol als Isabels Retter, was diese so aufregt, dass sie Immortus’ Schrei aktiviert. |           |                 |                   |                          |                                           |                    |                                       |
| 43 | 9         | –               | Immortimas Patrol | 19. Okt. 2023            | –                                         | Omar Madha         | Aliza Berger & Talia Berger           |
| In einer von Immortus geschaffenen alternativen Realität begeht die Gruppe, die keine Erinnerung an ihre Kräfte und anderen Identitäten hat, immer wieder in Lieder ausbrechend den Feiertag „Immortimas“ zu Ehren Isabels. Nachdem ein Lied zuerst Lauras Erinnerungen aktiviert, hilft sie nach und nach auch den anderen, sich wieder zu erinnern. Cliff, Vic, Larry und Rama wollen dennoch lieber in der Illusion bleiben. Isabel besucht die Manor zum Dinner, bei dem die Gruppe nach einer Rede Ritas ihre perfekte Welt ablehnt, was Isabel verzweifelt. Sie macht alles wieder normal, aber warnt, dass sie todgeweiht seien. |           |                 |                   |                          |                                           |                    |                                       |
| 44 | 10        | –               | Tomb Patrol       | 26. Okt. 2023            | –                                         | Omar Madha         | Akaylah Ellison & Tom Farrell         |
| Vic geht zu Star Labs und lässt sich von seinem Vater, diesmal nach seinen eigenen Vorstellungen, wieder zu Cyborg machen. Als Isabel die Gruppe zu ihrer One-Woman-Show einlädt, will Laura, die über Immortus recherchiert hat, dies nutzen, um sie aufzuhalten; die Gruppe lehnt aber ab, sodass Laura allein hingeht. Nachdem das Stück bei den anderen Zuschauern kein Gefallen findet, hat Isabel im Gespräch mit Laura die Idee, zum Superbösewicht zu werden. Cliff und Jane, die im Untergrund niemanden sonst mehr sieht und daher glaubt, Demenz zu haben, machen sich auf den Weg nach Kalifornien, kehren nach einem Autounfall aber zurück. Während die Gruppe akzeptiert zu sterben und in Erinnerungen schwelgt, kippt Rita um, sodass auch die anderen beschließen, zu Isabel zu gehen. In der Zwischenzeit hat der entkommene Hintern seine Revolution gestartet und die Bürger der Stadt infiziert. Vic kommt zu Hilfe, aber die Gruppe muss ins Theater flüchten. Dort kreiert Isabel einen Zeitstrom, der die anderen einsaugt. |           |                 |                   |                          |                                           |                    |                                       |
| 45 | 11        | –               | Portal Patrol     | 2. Nov. 2023             | –                                         | Christopher Manley | Chris Dingess                         |
| In dem Zeitstrom errichtet GRID eine stählerne Blase um die Gruppe und Keeg entdeckt drei Zeitportale, die Teile der Langlebigkeit enthalten. Die anderen werden dort hineingeschickt mit einem Limit von einer Stunde, nach der Vic sie zurückholt. Währenddessen sendet er ein Notsignal, das Derec in der Zukunft erreicht. Seine Schüler errechnen das Portal, das die Gruppe wieder in die Gegenwart schickt. Cliff landet 1948 in einer Bar in Paraguay, wo Niles Kipling seinen Anhänger – ein Teil von Immortus – zeigt. Als sie gegen Nazis kämpfen müssen, bricht Cliff dabei versehentlich Niles’ Rückgrat, wodurch seine Beine gelähmt sind und er sterben würde, aber Cliff lässt ihm den Anhänger. Laura landet 1949 in der Ant Farm, wo sie ihrem früheren Ich aus dieser Zeit begegnet. Diese besteht darauf, ein guter Mensch zu sein, obwohl die zukünftige Laura erklärt, dass sie versucht, ihre schlechten Taten wiedergutzumachen, worauf sie gegeneinander kämpfen. Jane und Larry landen 1996 in der Manor. Keeg führt Larry zum alten Energiewesen, das den früheren Larry kontrolliert, um zu sprechen. Es behauptet, dass Larry durch Keeg eine Sonne werden wird. Jane spricht mit Niles, der sie dazu bringt, die Wahrheit über ihr Trauma anzuerkennen: dass sie von ihrem Vater missbraucht wurde und dies allen Persönlichkeiten angetan wurde. Sie ist darauf mit ihnen wieder vereint und sie verlassen im Bahnwagen die einstürzende Untergrundstation. Nachdem Vic alle zurückgeholt hat, ist Jane nicht mehr eine einzelne Persönlichkeit, sondern alle von ihnen: das Kaleidoskop. |           |                 |                   |                          |                                           |                    |                                       |
| 46 | 12        | –               | Done Patrol       | 9. Nov. 2023             | –                                         | Christopher Manley | Shoshana Sachi & Ezra Claytan Daniels |
| Zurück im Theater greifen Jane nun mit den Kräften aller Persönlichkeiten, Keeg und Vic mit neuen Waffen Isabel an, während Laura zu Rita flieht. Nachdem die Hintern einbrechen, kommt Dr. Wu mit einem weiteren Hintern dazu, der versucht die anderen durch Gesang zu beruhigen, worauf sie Isabel sie zu übertreffen versucht und damit den Zeitstrom auflädt. Die Gruppe entkommt und sieht, wie das Theater in den Zeitstrom gesogen wird. In der Manor feiern sie den Sieg und einigen sich als neuen Namen für Jane, Kaleidoskop als Kay abzukürzen. Isabel erscheint – nach für sie 1000 Jahre im Zeitstrom als erfolgreiche Sängerin – und überreicht zum Dank Zehennägel von ihr an Jane, Larry und Cliff für neue Langlebigkeit und an Cliff einen Kristall. Rita ist währenddessen aber dahingeschrieben. Obwohl die Gruppe sie zurückzuholen, erscheint sie als Geist und verlangt, dass sie ihren Körper verbrennen, die Doom Patrol auflösen und als Individuen voranschreiten. Cliff fährt nach Florida zu Clara und Rory; Larry und Keeg holen Rama und fliegen mit ihm zum Weltraum, um gemeinsam zu zergehen; Jane reist mit Casey im Raumschiff und küsst sie; Vic unterstützt in Detroit Derecs Unterricht; Laura geht zur Ant Farm, um sie niederzubrennen; Rita trifft im Jenseits Malcolm wieder. Nachdem der Kristall Cliff eine Vision von Rorys Leben zeigt, ist er bereit, in Frieden am Parkinson zu sterben und schaltet sich ab. |           |                 |                   |                          |                                           |                    |                                       |

## Musik
In der Episode Danny die Straße singt Larry im Perpetual Cabaret in Danny Street gemeinsam mit Maura Lee Karupt (gespielt von Alan Mingo Jr.) das Lied People Like Us von Kelly Clarkson. Die von Matt Bomer und Mingo gesungene Version wurde am 28. Juni 2019 – im Pride Month – zum Musikdownload auf Amazon und iTunes veröffentlicht, alle Einnahmen gehen an die LGBT-Aufklärungsorganisation GLSEN.

## Rezeption
Doom Patrols erste Staffel wurde positiv von Kritikern aufgenommen. Auf Rotten Tomatoes wurden bis zum 25. Oktober 2019 95 % der Kritiken als positiv ausgewertet und damit wird die Serie mit „Fresh“ gekennzeichnet. Hierbei wurden 40 Kritiken ausgewertet. Beim Publikum hat die Serie einen Score von 82 %, wobei 1355 Benutzer abstimmten.
Etwas weniger positiv wird die Serie von der Website Metacritic aufgenommen. Basierend auf 12 Kritiken erhält Doom Patrol dort 70 von 100 möglichen Punkten. Die Seite IGN vergab der Serie 9,5 von 10 möglichen Punkten.
2019 wurde die Serie als beste Superhelden-Streamingserie bei den Saturn Awards nominiert.